# Singapura
Singapura (FO 1943: Cingapura) (em malaio: Singapura; em inglês:  Singapore; em mandarim: 新加坡 Xīnjiāpō; em tâmil: சிங்கப்பூர் Chiṅkappūr), oficialmente República de Singapura, é uma cidade-Estado insular localizada na ponta sul da Península Malaia, no Sudeste Asiático, 137 quilômetros ao norte do equador. Constituído por 63 ilhas, Singapura é separado da Malásia pelo Estreito de Jor, ao norte, e das Ilhas Riau (Indonésia) pelo Estreito de Singapura, ao sul. O país é o que apresenta o maior Índice de Desenvolvimento Humano (IDH) dos países asiáticos (9.° melhor do mundo em 2014). O seu território é altamente urbanizado, mas quase metade dele é coberto por vegetação. No entanto, mais terras estão sendo criadas para o desenvolvimento por meio do processo de aterramento marítimo.
Singapura foi parte de diversos impérios locais desde que foi habitado no século II d.C. O país moderno foi fundado como um posto comercial da Companhia Britânica das Índias Orientais por Sir Stamford Raffles em 1819 com a permissão do Sultanato de Jor. O Império Britânico obteve soberania completa da ilha em 1824 e a cidade se tornou um dos Estabelecimentos dos Estreitos em 1826. Singapura foi ocupada pelo Império do Japão durante a Segunda Guerra Mundial e voltou ao domínio britânico após o conflito. Tornou-se autogovernada internamente em 1959. O território uniu-se a outros ex-territórios britânicos para formar a Malásia em 1963 e tornou-se um Estado totalmente independente dois anos mais tarde. Desde então, teve um aumento maciço em termos de riqueza e é um dos quatro Tigres Asiáticos. A economia depende fortemente da indústria e dos serviços. O país é um líder mundial em diversas áreas: é o quarto principal centro financeiro do mundo, o segundo maior mercado de casinos e o terceiro maior centro de refinação de petróleo do mundo. Seu porto é um dos cinco mais movimentados do mundo. O país é o lar do maior número de famílias milionárias em dólares per capita do planeta. O Banco Mundial considera a cidade como o melhor lugar no mundo para se fazer negócios. O país tem o terceiro maior PIB per capita por paridade do poder de compra do mundo, tornando Singapura um dos países mais ricos do planeta. No entanto, esta prosperidade assenta na exploração da mão de obra imigrante (40% da população ativa), que geralmente nada beneficia com estas condições de vida.
A cidade é uma república parlamentar com um sistema Westminster de governo unicameral. Na prática, é um regime autoritário. O Partido de Ação Popular (PAP) ganhou todas as eleições desde a concessão britânica de autonomia interna em 1959. O sistema legal de Singapura tem suas bases no sistema da common law inglesa, mas modificações foram feitas a ela ao longo dos anos, como a remoção de julgamento por júri. A imagem popular do PAP é a de um governo forte, experiente e altamente qualificado, apoiado por um serviço especializado civil e um sistema de educação com ênfase na realização e na meritocracia. No entanto, o partido é visto por alguns eleitores, críticos da oposição e observadores internacionais como sendo autoritário e demasiado restritivo quanto a liberdade individual.
Cerca de 5 milhões de pessoas vivem em Singapura, dos quais 2,91 milhões nasceram no local. A maioria da população é descendente de chineses, malaios e indianos. Há quatro línguas oficiais: inglês, chinês, malaio e tâmil. Um dos cinco membros fundadores da Associação de Nações do Sudeste Asiático, Singapura também abriga a Secretaria da APEC e é membro da Cúpula do Leste Asiático, do Movimento dos Países Não Alinhados e da Commonwealth.

## Etimologia
O nome malaio nativo do país, Singapura, deriva do sânscrito (सिंहपुर, IAST: Siṃhapura; siṃha é "leão", pura é "cidade"), daí surgiu a referência costumeira ao país como a "Cidade dos Leões", e sua inclusão em muitos dos símbolos da nação (por exemplo: o seu brasão de armas). No entanto, é improvável que os leões já tenham vivido na ilha; Sang Nila Utama, o príncipe de Serivijaia que disse ter fundado e nomeado a ilha Singapura, talvez viu um tigre malaio. Existem no entanto outras sugestões para a origem do nome e estudiosos não acreditam que a origem do nome possa ser firmemente estabelecida. A ilha central também foi chamada de Pulau Ujong, já no século III, literalmente "ilha no final" (da Península Malaia) em Malaio.

## História

### História antiga

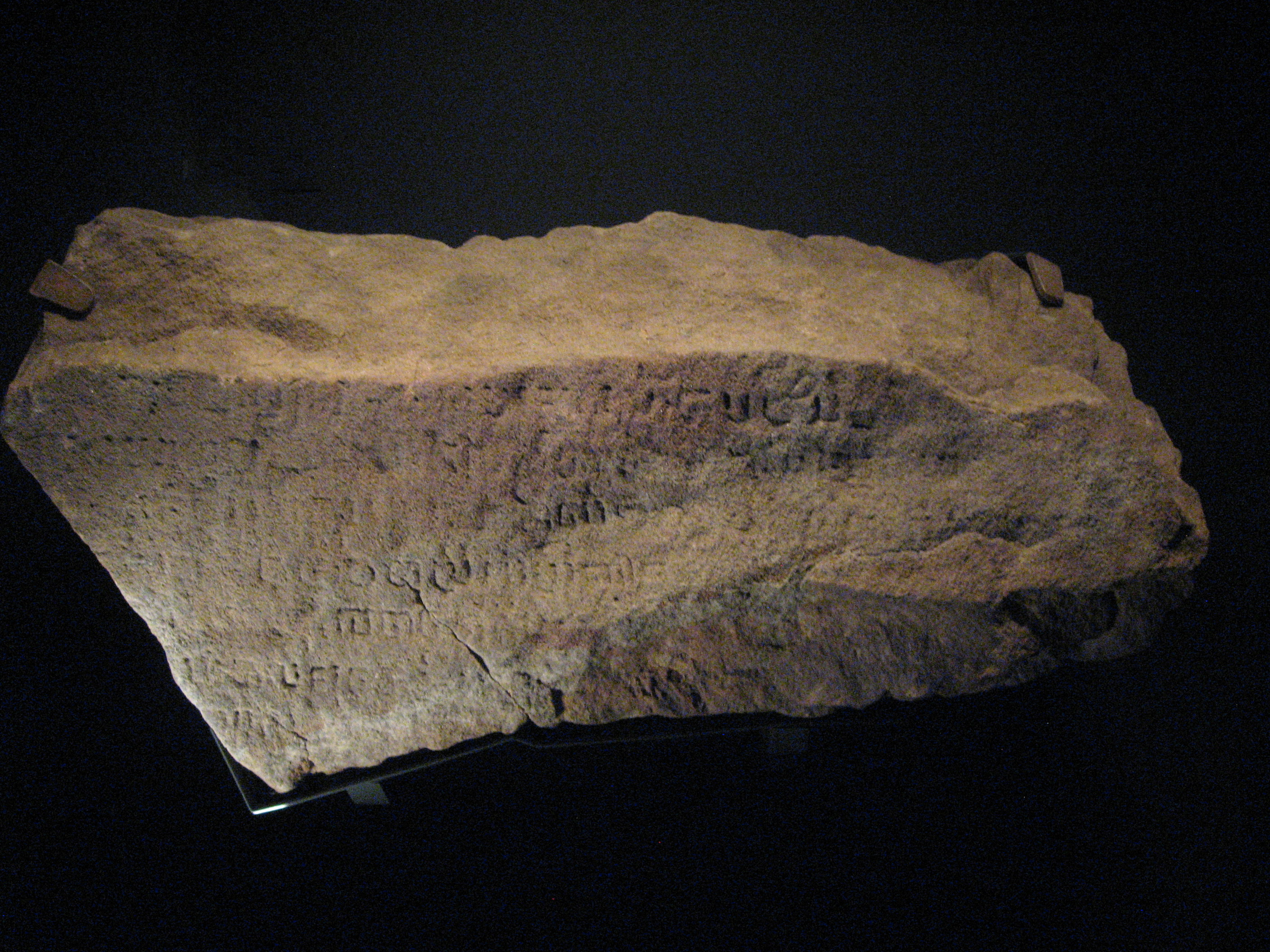
Fragmento da Pedra de Singapura.

O primeiro registro escrito de Singapura ocorre em uma narrativa chinesa do século III, descrevendo a ilha de Pu Luo Chung (蒲罗中). Esta foi em si uma transliteração do nome malaio "Pulau Ujong", ou "ilha no final" (da Península da Malásia). O Nagarakretagama, poema épico javanês, escrito em 1365, referiu-se a um assentamento na ilha chamado Tumasik (possivelmente significando "Cidade do Mar"). Em 1299, de acordo com o Malay Annals, uma obra literária que conta a história, origem, evolução e o declínio do Sultanato de Malaca, o Reino de Singapura foi fundado na ilha por Sang Nila Utama. Embora a historicidade das narrativas, tal como dada no Malay Annals, seja o tema de debates acadêmicos, é conhecido por vários documentos que Singapura no século XIV, então conhecido como Temasek, era um porto comercial sob a influência do Império Majapait e dos reinos siameses dentro da área marítima da Grande Índia. Estes reinos indianizados, um termo cunhado por George Cœdès, caracterizaram-se pela surpreendente resiliência, integridade política e estabilidade administrativa. Fontes históricas também indicam que em torno do final do século XIV, seu governador Parameswara foi atacado pelo Império Majapait ou pelo Siamês, obrigando-o a mudar para Malaca, onde fundou o Sultanato de Malaca. Evidências arqueológicas sugerem que o principal povoamento em Fort Canning foi abandonado por esse tempo, embora um pequeno acordo de negociação continuasse em Singapura por algum tempo depois. Em 1613, invasores portugueses queimaram o povoamento, e a ilha desapareceu na obscuridade nos próximos dois séculos. Na época, Singapura era nominalmente parte do Sultanato de Jor. A região marítima mais ampla e comercial esteve sob controle holandês nos períodos posteriores.

### Colonização britânica

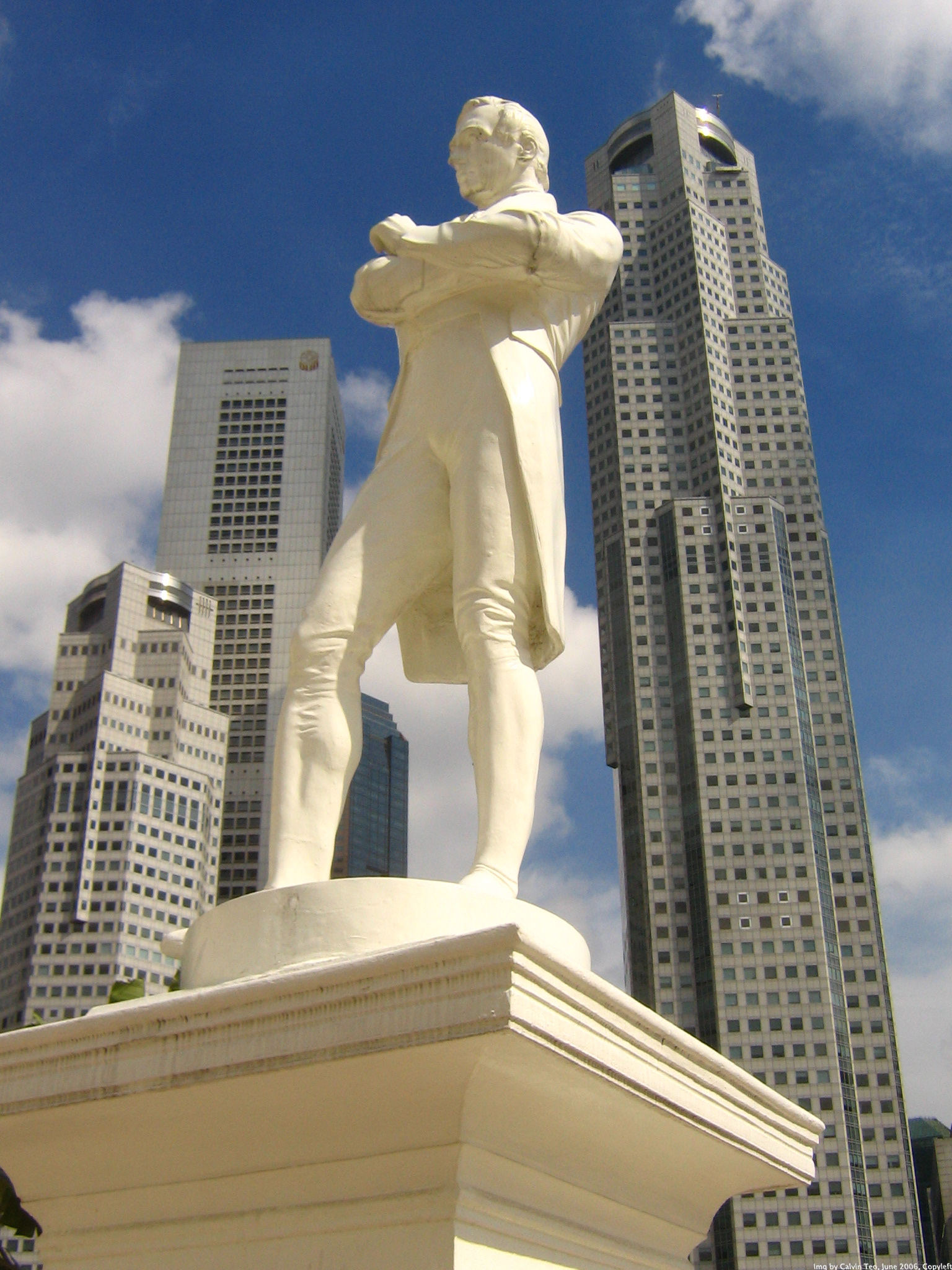
Estátua de Thomas Stamford Raffles no porto de Singapura.

Thomas Stamford Raffles chegou a Singapura em 28 de janeiro de 1819 em nome da Companhia Britânica das Índias Orientais e logo reconheceu a ilha como uma escolha natural para o novo porto comercial. A ilha foi então nominalmente governada pelo sultão de Jor, que era controlado pelos holandeses e os bugis. No entanto, o Sultanato foi enfraquecido pela divisão faccional e Tengku Abdu'r Rahman e seus oficiais eram leais ao irmão mais velho de Tengku Rahman, Tengku Long, que estava morando no exílio em Riau. Com a ajuda do Temenggong, Raffles conseguiu contrabandear Tengku Long de volta a Singapura. Ele ofereceu reconhecer Tengku Long como o legítimo Sultão de Jor, dado o título de Sultan Hussein e fornecer-lhe um pagamento anual de $ 5 mil e $ 3 mil para Temenggong; em contrapartida, o Sultão Hussein concederia aos britânicos o direito de estabelecer uma posição comercial em Singapura.
Em 1824, toda a ilha, bem como Temenggong, tornaram-se uma possessão britânica após um novo tratado com o Sultão. Em 1826, Singapura tornou-se parte dos Estabelecimentos dos Estreitos, sob a jurisdição da Índia Britânica, tornando-se a capital regional em 1836. Antes da chegada de Raffles, havia apenas cerca de mil pessoas vivendo na ilha, principalmente nativos malaios, juntamente com uma porção de chineses. Em 1860, a população aumentava para mais de 80 mil, sendo mais de metade de chineses. Muitos desses primeiros imigrantes vieram trabalhar nas plantações de pimenta. Mais tarde, na década de 1890, quando a indústria da borracha também se estabeleceu na Malásia e em Singapura, a ilha tornou-se um centro global de triagem e exportação de borracha.
Singapura não foi muito afetada pela Primeira Guerra Mundial (1914-18), já que o conflito não se espalhou para o Sudeste Asiático. O único acontecimento significativo durante a guerra foi uma revolta dos sipais muçulmanos da Índia Britânica que foram guarnecidos em Singapura, que ocorreu em 1915. Depois de ouvir rumores de que eles seriam expulsos para lutar contra o Império Otomano, que era um Estado muçulmano, os soldados se rebelaram. Mataram seus oficiais e vários civis britânicos antes que o motim fosse suprimido por tropas não muçulmanas que chegavam de Jor e da Birmânia (atual Myanmar).
Após a Primeira Guerra Mundial, os britânicos construíram a grande Base Naval de Singapura como parte da estratégia defensiva de Singapura. Originalmente anunciado em 1923, a construção da base prosseguiu lentamente até a invasão japonesa da Manchúria em 1931. Quando completada em 1939, com o custo muito grande de 500 milhões de dólares, ostentava o que era então o maior cais seco do mundo, a terceira maior doca flutuante e com tanques de combustível suficientes para suportar toda a marinha britânica por seis meses.
Era defendida por canhões pesados de 15 polegadas navais estacionados em Fort Siloso, Fort Canning e Labrador, bem como um campo de pouso da Força Aérea Real na base aérea de Tengah. Winston Churchill apresentou-o como o "Gibraltar do Oriente" e as discussões militares muitas vezes se referiam à base como simplesmente "Oriente de Suez", mas era uma base sem uma frota. A frota marítima britânica estava estacionada na Europa, e os britânicos não podiam construir uma segunda frota para proteger seus interesses na Ásia. O plano era que a frota navegasse rapidamente para Singapura em caso de emergência. No entanto, depois que estourou a Segunda Guerra Mundial em 1939, a frota estava totalmente ocupada com a defesa da Grã-Bretanha.

### Segunda Guerra Mundial

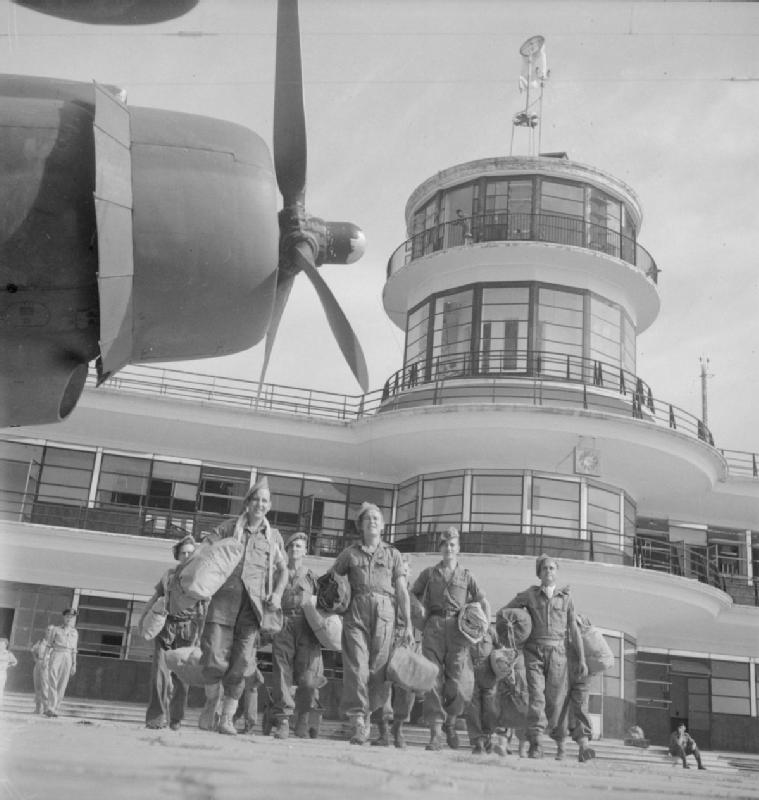
Evacuação britânica em 1945 após a rendição japonesa na Segunda Guerra Mundial. A torre de controle do aeroporto de Kallang, perto da cidade, foi conservada.

Durante a Segunda Guerra Mundial, o Exército Imperial Japonês invadiu a Malásia britânica, culminando na Batalha de Singapura. Quando a força britânica de 60 mil soldados se rendeu em 15 de fevereiro de 1942, o primeiro-ministro britânico Winston Churchill chamou a derrota de "o pior desastre e maior rendição da história britânica". As perdas britânicas durante a batalha em Singapura foram pesadas, com um total de quase 85 mil pessoas capturadas, além de perdas durante os primeiros combates na Malásia. Cerca de 5 mil foram mortos ou feridos, das quais os australianos constituíram a maioria. As baixas japonesas durante a luta em Singapura totalizaram 1 714 mortos e 3 378 feridos. A ocupação era tornar-se um ponto de virada importante nas histórias de várias nações, incluindo as do Japão, da Grã-Bretanha e do então estado colonial de Singapura. Os jornais japoneses declararam triunfalmente a vitória como decisão sobre a situação geral da guerra. Singapura foi renomeada Syonan-to (昭南島, Shōnan-tō), que significa "Luz do Sul". Entre 5 mil e 25 mil chineses étnicos foram mortos no subseqüente Massacre Sook Ching.
As forças britânicas tinham planejado libertar Singapura em 1945; porém, a guerra terminou antes que essas operações pudessem ser realizadas. Foi posteriormente reocupado pelas forças britânicas, indianas e australianas após a rendição japonesa em setembro. Enquanto isso, Tomoyuki Yamashita foi julgado por uma comissão militar dos EUA por crimes de guerra, mas não por crimes cometidos por suas tropas na Malásia ou em Singapura. Foi condenado à morte e enforcado nas Filipinas em 23 de fevereiro de 1946.

### Pós-guerra

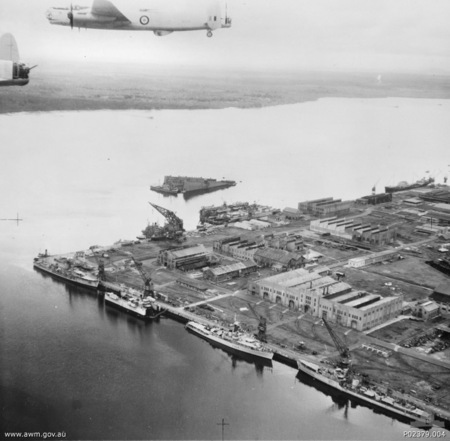
Base Naval de Singapura em 1953.

Após a rendição dos japoneses aos Aliados em 15 de agosto de 1945, Singapura caiu em um breve estado de violência e desordem; os saques e os assassinatos por vingança foram generalizados. As tropas britânicas lideradas por Lord Louis Mountbatten, Comandante Supremo Aliado para o Comando do Sudeste Asiático, retornaram a Singapura para receber a rendição formal das forças japonesas em nome do general Hisaichi Terauchi em 12 de setembro de 1945 e uma administração militar britânica foi formada para governar a ilha até março de 1946. Grande parte da infraestrutura havia sido destruída durante a guerra, incluindo instalações portuárias no porto de Singapura. Havia também uma escassez de alimentos que levavam a desnutrição, doenças, crime e violência desenfreadas. Os elevados preços dos alimentos, o desemprego e o descontentamento dos trabalhadores culminaram em uma série de greves em 1947, causando paralisações maciças no transporte público e outros serviços. No final de 1947, a economia começou a se recuperar, facilitada pela crescente demanda de lata e borracha em todo o mundo, mas levaria vários anos antes da economia retornar aos níveis anteriores à guerra.
O fracasso da Grã-Bretanha em defender Singapura destruiu sua credibilidade como governante infalível aos olhos dos singapurenses. As décadas após a guerra viram um despertar político entre a população local e o surgimento de sentimentos anticoloniais e nacionalistas, sintetizados pelo slogan Merdeka, ou "independência" na língua malaia. Os britânicos, por sua vez, estavam preparados para aumentar gradualmente a autogestão para Singapura e Malásia. Em 1 de abril de 1946, os Estabelecimentos dos Estreitos foram dissolvidos e Singapura se tornou uma Colônia da Coroa separada com uma administração civil liderada por um Governador. Em julho de 1947, foram estabelecidos Conselhos Executivos e Legislativos separados e a eleição de seis membros do Conselho Legislativo foi agendada no ano seguinte.
Durante a década de 1950, comunistas chineses com fortes laços com sindicatos e escolas chinesas travaram uma guerra de guerrilha contra o governo, levando à emergência da Malásia. Os distúrbios do serviço nacional de 1954, os tumultos das escolas de ensino médio chinesas e os tumultos nos ônibus em Singapura estavam todos ligados a esses eventos. David Marshall, líder pró-independência da Frente Trabalhista, venceu as primeiras eleições gerais de Singapura em 1955. Ele liderou uma delegação para Londres, mas a Grã-Bretanha rejeitou sua demanda de autogoverno completo. Ele renunciou e foi substituído por Lim Yew Hock, cujas políticas convenceram a Grã-Bretanha a conceder a Singapura uma autonomia interna e completa para todos os assuntos, exceto a defesa e as relações exteriores.
Durante as eleições de maio de 1959, o Partido da Ação Popular ganhou uma vitória esmagadora. Singapura tornou-se um estado autônomo interno dentro da Commonwealth, com Lee Kuan Yew como primeiro primeiro-ministro. Como resultado, as eleições gerais de 1959 foram as primeiras depois que o governo autônomo interno completo foi concedido pelas autoridades britânicas. Singapura ainda não era totalmente independente, já que os britânicos ainda controlavam assuntos externos, como as relações militares e estrangeiras. No entanto, Singapura era agora um estado reconhecido. O Governador Sir William Allmond Codrington Goode serviu como o primeiro Yang di-Pertuan Negara (Chefe de Estado), e foi sucedido por Yusof bin Ishak.

### Federação com a Malásia

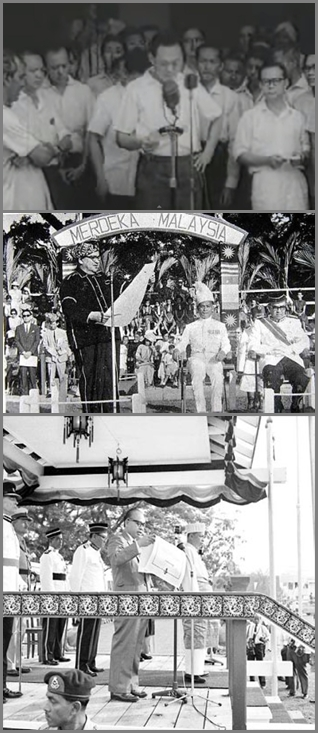
O pai fundador da Singapura moderna, Lee Kuan Yew, declara a formação da Federação da Malásia em 16 de setembro de 1963.

Apesar dos seus sucessos no governo, os líderes do PAP acreditavam que o futuro de Singapura estava com a Malásia devido a laços fortes entre os dois países. Acreditava-se que a federação beneficiaria a economia criando um mercado comum que apoiaria novas indústrias, resolvendo assim os problemas de desemprego em Singapura. No entanto, uma importante ala pró-comunista do PAP se opunha fortemente à fusão, temendo uma perda de influência.[carece de fontes?] Isso ocorreu porque o partido no poder da Malásia, Organização Nacional dos Malaios Unidos (ONMU), era firmemente anticomunista e apoiaria a facção não comunista do PAP contra eles. ONMU, que inicialmente eram céticos quanto à ideia de uma fusão enquanto desconfiavam do governo do PAP e estavam preocupados com o fato de que a grande população chinesa em Singapura alteraria o equilíbrio racial de que dependia sua base de poder político, mudou de ideia sobre a fusão depois de ter medo de serem assumidos por pro-comunistas. Em 27 de maio, o primeiro-ministro da Malásia, Tunku Abdul Rahman, discutiu a ideia de uma Federação da Malásia, composta pela Federação da Malásia, Singapura, Brunei e os territórios britânicos de Bornéu e Sarauaque. Os líderes da ONMU acreditavam que a população malaia adicional nos territórios de Bornéu compensaria a população chinesa de Singapura. O governo britânico, por sua vez, acreditava que a fusão evitaria que Singapura se tornasse um refúgio para o comunismo.
Como resultado de um referendo em 1962, em 16 de setembro de 1963, Singapura se juntou à Federação da Malásia, a Colônia de Sarauaque e a Colônia de Bornéu de Norte para formar a nova federação da Malásia nos termos do Acordo da Malásia. Dado o tamanho limitado de Singapura e a falta de recursos naturais, considerou-se que a integração com a Malásia proporcionaria uma rota para o desenvolvimento econômico mais forte. A fusão também daria a legitimidade do PAP e eliminaria a ameaça do governo comunista em relação a Singapura. No entanto, logo após a fusão, o governo do estado de Singapura e o governo central da Malásia discordaram de muitas questões políticas e econômicas e conflitos comunitários culminaram com os conflitos raciais de 1964 em Singapura.
Em 10 de março de 1965, uma bomba colocada por sabotadores indonésios em um mezanino de um prédio explodiu, matando três pessoas e ferindo outras 33. Foi o mais mortal de pelo menos 42 incidentes de bomba ocorridos durante o Konfrontasi. Dois membros da Marinha Indonésia, Osman bin Haji Mohamed Ali e Harun bin Said, foram eventualmente condenados e executados pelo crime. A MacDonald House sofreu um prejuízo avaliado US$ 250 mil.
Houve muitos conflitos ideológicos acesos entre os dois governos, mesmo na frente econômica. Apesar de um acordo anterior para estabelecer um mercado comum, Singapura continuou a enfrentar restrições ao negociar com o resto da Malásia. Em retaliação, Singapura não estendeu a Sabá e Sarauaque a extensão total dos empréstimos acordados para o desenvolvimento econômico dos dois estados orientais. A situação se intensificou a tal ponto que as conversas logo se deterioraram e tornaram-se frequentes discursos e textos abusivos de ambos os lados. Por isso, em 7 de agosto de 1965, o primeiro-ministro Tunku Abdul Rahman, ao não ver nenhuma alternativa para evitar mais derramamento de sangue, aconselhou o Parlamento da Malásia a votar pela expulsão (exclusão) de Singapura da Federação da Malásia. Em 9 de agosto de 1965, o Parlamento da Malásia votou 126 a 0 (delegados singapurenses não estiveram presentes) para mover um projeto de lei para emendar a constituição que prevê que Singapura se separe da Federação da Malásia.

### Independência

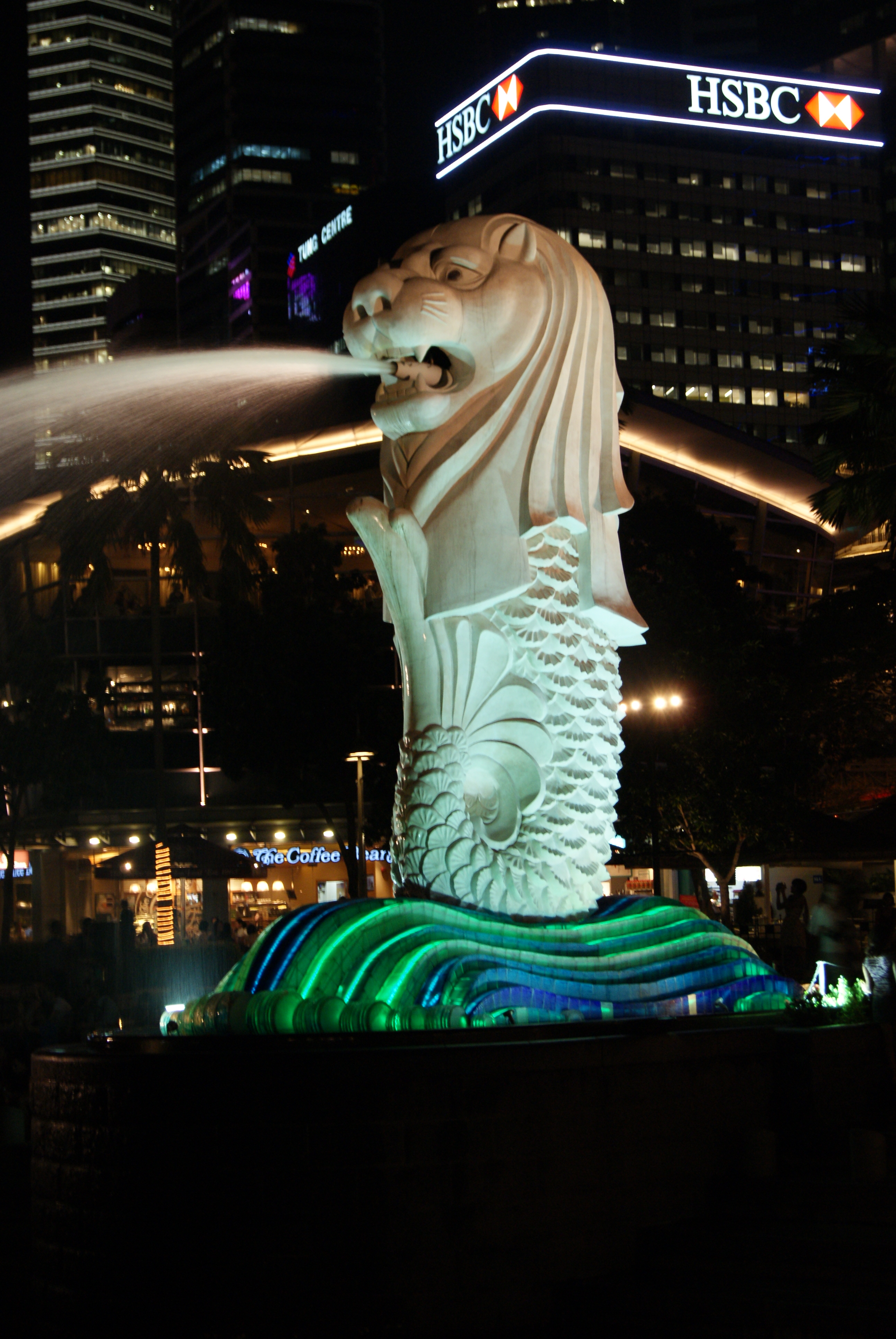
Um símbolo de Singapura, o Merlion foi criado em 1964.

Singapura ganhou independência como a República de Singapura (permanecendo na Commonwealth) em 9 de agosto de 1965 com Lee Kuan Yew como primeiro-ministro e Yusof bin Ishak como presidente. As revoltas raciais surgiram mais uma vez em 1969. Em 1967, o país cofundou a Associação das Nações do Sudeste Asiático (ASEAN). Lee Kuan Yew tornou-se primeiro-ministro, e o país passou da economia do Terceiro Mundo para uma de Primeiro Mundo em uma única geração. A ênfase de Lee Kuan Yew no rápido crescimento econômico, o apoio ao empreendedorismo empresarial e as limitações à democracia interna moldaram as políticas de Singapura para o próximo meio século. O sucesso econômico continuou durante a década de 1980, com a taxa de desemprego caindo para 3% e o crescimento do PIB real em média em cerca de 8% até 1999. Durante a década de 1980, Singapura começou a atualizar para indústrias de alta tecnologia, como o setor de fabricação de semicondutores, para competir com seus vizinhos que agora tinham trabalho mais barato. O Aeroporto de Singapura foi inaugurado em 1981 e a Singapore Airlines foi desenvolvida para se tornar uma grande companhia aérea. O Porto de Singapura tornou-se um dos portos mais movimentados do mundo e as indústrias de serviços e turismo também cresceram imensamente durante este período. Singapura emergiu como um importante centro de transporte e um importante destino turístico.
O PAP, no poder desde 1959, é considerado autoritário por alguns ativistas e políticos da oposição que veem a regulamentação estrita das atividades políticas e de mídia pelo governo como uma violação dos direitos políticos. Em resposta, o governo de Singapura sofreu várias mudanças significativas. Os deputados não constituintes do Parlamento foram introduzidos em 1984 para permitir que até três candidatos perdedores dos partidos da oposição sejam nomeados deputados. As Constituições de Representação de Grupo (GRCs) foram introduzidas em 1988 para criar divisões eleitorais de vários lugares, destinadas a garantir a representação das minorias no parlamento. Os deputados nomeados foram introduzidos em 1990 para permitir deputados não eleitos. A Constituição foi alterada em 1991 para providenciar um presidente eleito que tenha poder de veto no uso de reservas nacionais e nomeações para cargos públicos. Os partidos da oposição argumentaram-se de que o sistema de GRC tornou difícil para eles ganharem posição nas eleições parlamentares de Singapura e o sistema de votação pluralista tende a excluir os partidos minoritários.
Em 1990, Goh Chok Tong sucedeu Lee e tornou-se o segundo primeiro-ministro de Singapura. Durante o mandato de Goh, o país passou por algumas crises pós-independência, como a crise financeira asiática de 1997 e o surto de síndrome respiratória aguda grave de 2003.
Em 2004, Lee Hsien Loong, o filho mais velho de Lee Kuan Yew, tornou-se o terceiro primeiro-ministro do país. O mandato de Lee Hsien Loong incluiu a crise financeira global de 2008, a resolução de uma disputa sobre as ferrovias malaias e a introdução de resorts integrados. Apesar do crescimento excepcional da economia, o Partido da Ação Popular (PAP) sofreu os piores resultados das eleições em 2011, tendo 60% dos votos, em meio a questões de grande fluxo de trabalhadores estrangeiros e custo de vida.[carece de fontes?] Em 23 de março de 2015, Lee Kuan Yew morreu, durante o 50.º aniversário da independência, tendo sido declarado um período de um dia de luto oficial. Posteriormente, o PAP manteve seu domínio no Parlamento nas eleições gerais de setembro, recebendo 69,9% do voto popular, sendo o segundo maior resultado de votação em relação ao recorde de 75,3% em 2001.[carece de fontes?]

## Geografia

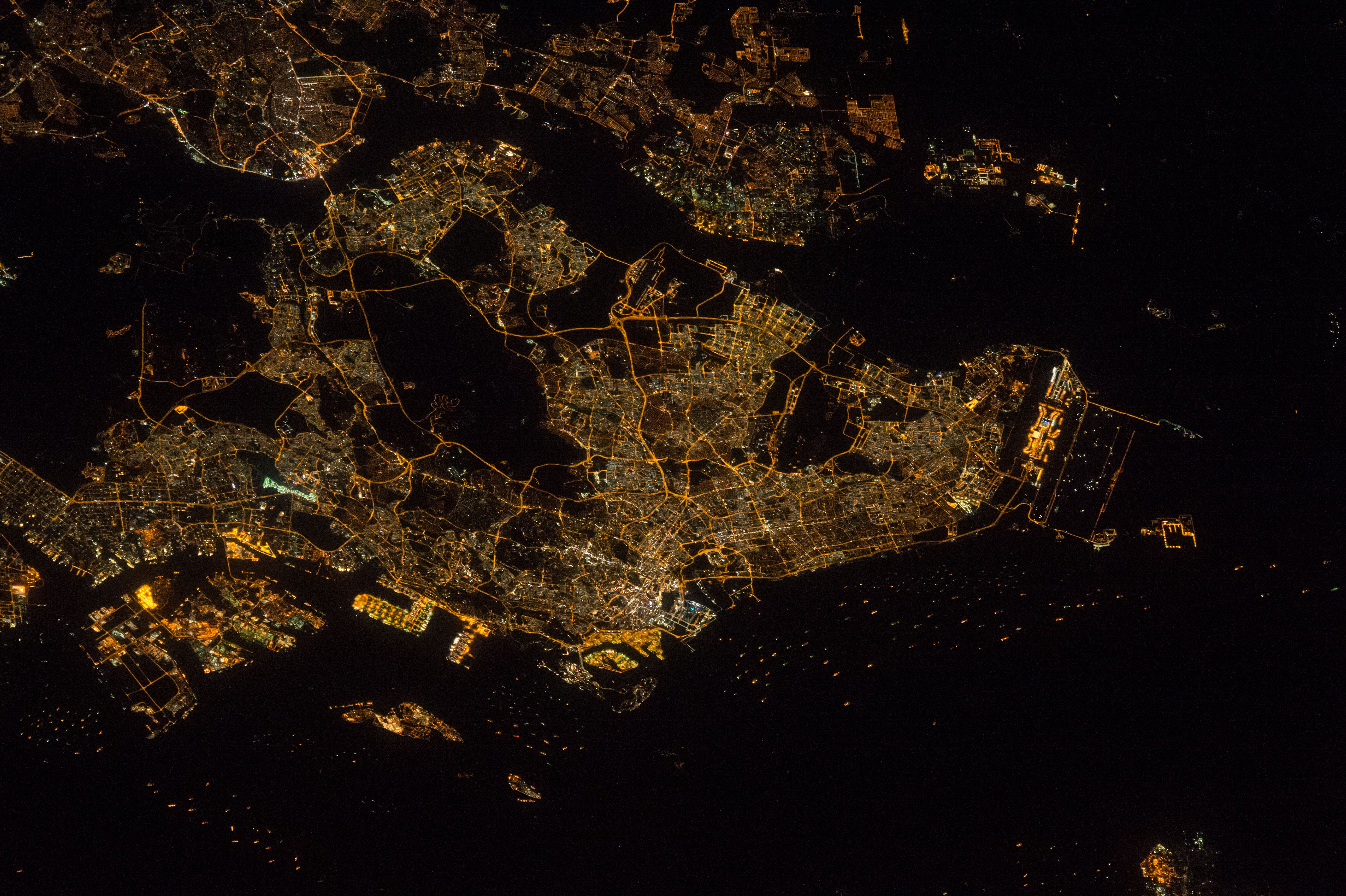
Singapura à noite vista da Estação Espacial Internacional.

Singapura é constituída por 63 ilhas, incluindo a ilha de Singapura. Há duas conexões para Jor, Malásia — a Johor-Singapura Causeway, no norte, e Malaysia–Singapore Second Link no oeste, e que constituem as travessias da fronteira Malásia-Singapura sobre os estreitos de Jor. As ilhas Jurong, Pulau Tekong, Pulau Ubin e Sentosa são as maiores de Singapura. O maior ponto natural de Singapura é na colina Bukit Timah, com 166 metros. O sul de Singapura, em torno da foz do rio Singapura e que é agora a Área Central de Singapura, costumava ser a única área urbana concentrada, enquanto o restante do terreno era de floresta tropical ou utilizado para a agricultura. Desde 1960 o governo tem construído novas vilas residenciais em áreas periféricas, resultando em uma paisagem totalmente urbana. A Autoridade de Planejamento Urbano foi criada em 1 de abril de 1974, sendo responsável pelo planejamento urbano.

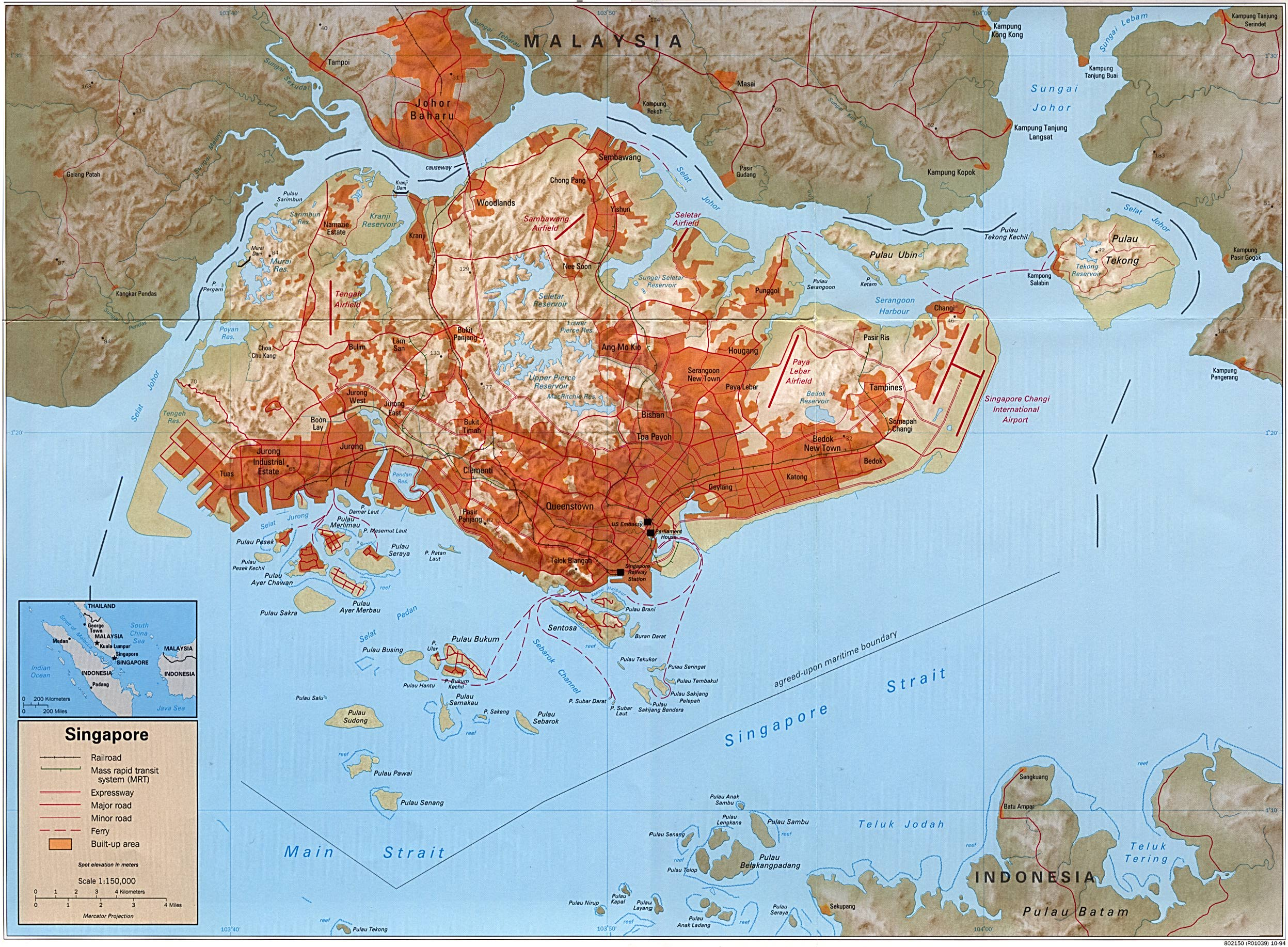
Mapa de Singapura e de suas ilhas vizinhas.

No momento, Singapura passa por projetos de aterros com terra retirada de seu território e de países vizinhos. Como resultado, a área de terra de Singapura aumentou de 581,5 km² em 1960 para 704 km² atualmente, e pode aumentar mais 100 km² até 2030. Os projetos por vezes envolvem algumas das ilhas menores, que são unidas através de recuperação de terras a fim de formar grandes ilhas, mais funcionais, como no caso da Ilha de Jurong.
Sob o sistema de classificação climática de Köppen, Singapura tem um clima equatorial, sem estações distintas. Seu clima é caracterizado por temperatura uniforme e pressão, alta umidade e chuvas abundantes. As temperaturas variam entre 22 °C a 34 °C. Em média, a umidade relativa é de cerca de 90% na parte da manhã e 60% à tarde. Durante a chuvas fortes e prolongadas, a umidade relativa muitas vezes chega a 100%. As temperaturas mais baixas e mais altas já registradas foram de 19,4 °C e 35,8 °C, respectivamente. Junho e julho são os meses mais quentes, enquanto novembro e dezembro compõem a estação das monções úmidas. De agosto a outubro, muitas vezes há neblina, algumas vezes grave o suficiente para motivar as advertências de saúde pública, devido às queimadas na vizinha Indonésia. Singapura não possui horário de verão ou uma alteração no fuso horário de verão. A duração do dia é quase constante durante todo o ano, devido à localização do país, perto do equador.
Cerca de 23% do território de Singapura é constituído de terras de floresta e reservas naturais. A urbanização tem eliminado muitas áreas de floresta primária anteriores, sendo a única área remanescente de floresta primária a Reserva Natural de Bukit Timah. Uma variedade de parques são mantidos com a intervenção humana, como Jardim Botânico de Singapura.
| Dados climatológicos para Cingapura | Dados climatológicos para Cingapura | Dados climatológicos para Cingapura | Dados climatológicos para Cingapura | Dados climatológicos para Cingapura | Dados climatológicos para Cingapura | Dados climatológicos para Cingapura | Dados climatológicos para Cingapura | Dados climatológicos para Cingapura | Dados climatológicos para Cingapura | Dados climatológicos para Cingapura | Dados climatológicos para Cingapura | Dados climatológicos para Cingapura | Dados climatológicos para Cingapura |
| Mês | Jan                                 | Fev                                 | Mar                                 | Abr                                 | Mai                                 | Jun                                 | Jul                                 | Ago                                 | Set                                 | Out                                 | Nov                                 | Dez                                 | Ano                                 |
| --- | ----------------------------------- | ----------------------------------- | ----------------------------------- | ----------------------------------- | ----------------------------------- | ----------------------------------- | ----------------------------------- | ----------------------------------- | ----------------------------------- | ----------------------------------- | ----------------------------------- | ----------------------------------- | ----------------------------------- |
| Temperatura máxima recorde (°C) | 34,3                                | 35,2                                | 36                                  | 35,8                                | 35,4                                | 35                                  | 34                                  | 34,2                                | 34,3                                | 34,6                                | 34,2                                | 33,8                                | 36                                  |
| Temperatura máxima média (°C) | 30,1                                | 31,2                                | 31,6                                | 31,7                                | 31,6                                | 31,3                                | 30,9                                | 30,9                                | 30,8                                | 31,1                                | 30,6                                | 30                                  | 31                                  |
| Temperatura mínima média (°C) | 23,3                                | 23,6                                | 23,9                                | 24,4                                | 24,8                                | 24,8                                | 24,6                                | 24,5                                | 24,2                                | 24,1                                | 23,7                                | 23,5                                | 24,1                                |
| Temperatura mínima recorde (°C) | 19,4                                | 19,7                                | 20,2                                | 20,7                                | 21,2                                | 20,8                                | 19,7                                | 20,2                                | 20,7                                | 20,6                                | 21,1                                | 20,6                                | 19,4                                |
| Precipitação (mm) | 243,2                               | 159,9                               | 185,7                               | 178,9                               | 171,3                               | 162,1                               | 158,7                               | 175,4                               | 169,2                               | 193,8                               | 256,9                               | 287,4                               | 2 342,5                             |
| Dias com chuva | 15                                  | 11                                  | 14                                  | 15                                  | 15                                  | 13                                  | 13                                  | 14                                  | 14                                  | 16                                  | 19                                  | 19                                  | 178                                 |
| Umidade relativa (%) | 84,7                                | 82,8                                | 83,8                                | 84,8                                | 84,4                                | 83                                  | 82,8                                | 83                                  | 83,4                                | 84,1                                | 86,4                                | 86,9                                | 84,2                                |
| Insolação (h) | 173,6                               | 183,5                               | 192,2                               | 174                                 | 179,8                               | 177                                 | 189,1                               | 179,8                               | 156                                 | 155                                 | 129                                 | 133,3                               | 2 022,4                             |
| Fonte: National Environment Agency (temperaturas: 1929-1941 e 1948-2011; precipitação: 1869-2011, 1929-1941 e 1948-2011; umidade e dias de precipitação: 1891-2011); Observatório de Hong Kong (dias de sol, 1982—2008) |                                     |                                     |                                     |                                     |                                     |                                     |                                     |                                     |                                     |                                     |                                     |                                     |                                     |

## Demografia

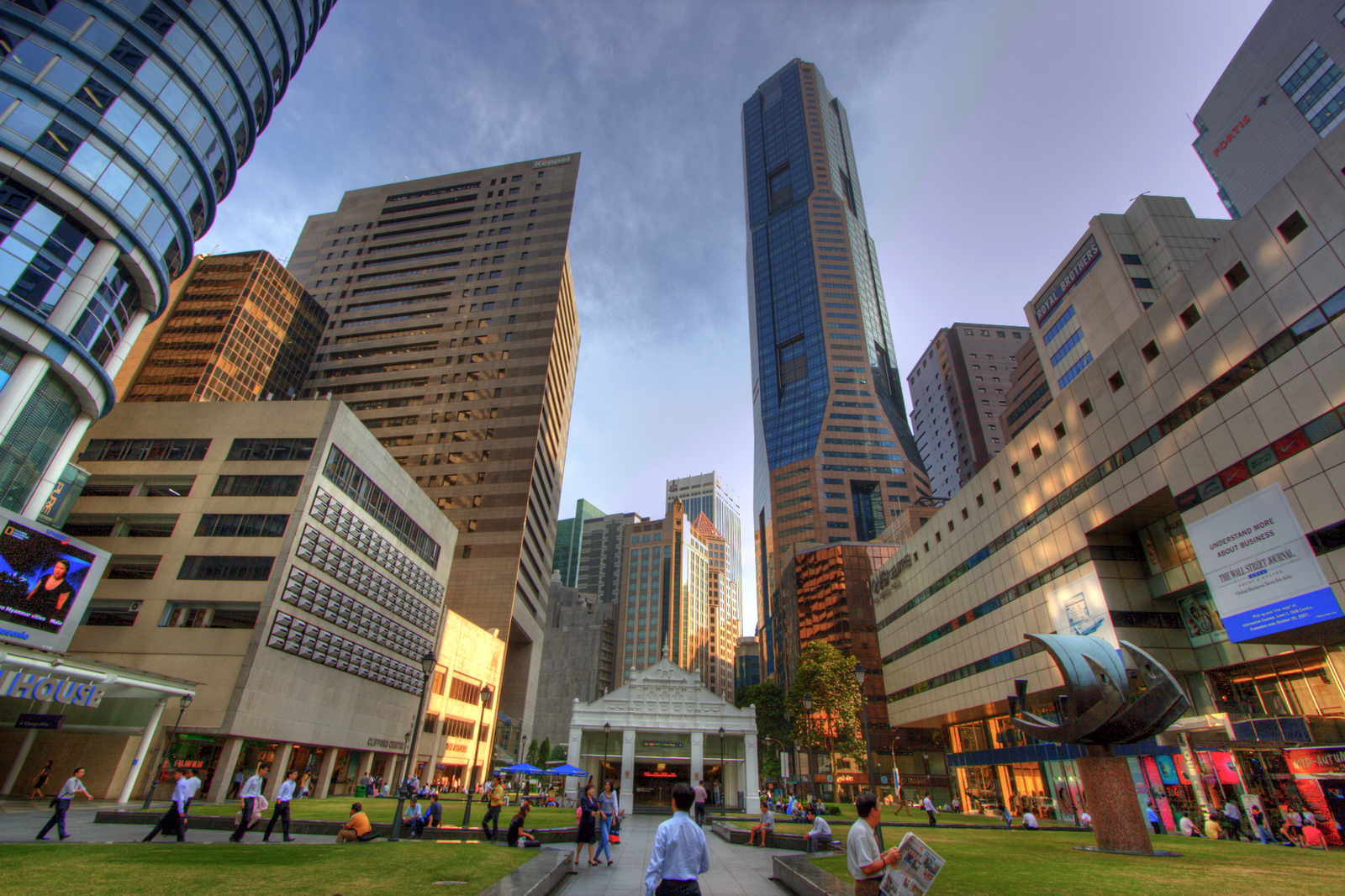
Cidade de Singapura, a capital e a maior cidade do país.

De acordo com estatísticas do governo, a população de Singapura em de 2009 era de aproximadamente 5 milhões de habitantes, dos quais 3,73 milhões eram de Singapura ou residentes permanentes (denominados "Moradores de Singapura"). Vários grupos linguísticos chineses formam 74,2% dos moradores de Singapura, malaios são 13,4%, 9,2% são indianos, enquanto euroasiáticos, árabes e outros grupos formam 3,2% da população.
Em 2006 a taxa de natalidade foi de 10,1 por 1 000, um nível muito baixo atribuído às políticas de controle de natalidade, e a taxa de mortalidade foi também uma das mais baixas no mundo, em 4,3 por 1 000. O crescimento da população total foi de 4,4%, com os residentes em Singapura crescendo a 1,8%. A alta taxa de crescimento percentual é, em grande parte, graças a imigração líquida, mas também ao aumento da esperança de vida. Singapura é o segundo país com mais alta densidade demográfica do mundo depois de Mônaco. Em 1957, a população de Singapura era de, aproximadamente, 1,45 milhões, e havia uma taxa de natalidade relativamente alta. Ciente de que país é extremamente limitado em recursos naturais e em território, o governo introduziu políticas de controle de natalidade na década de 1960. No final da década de 1990 a população começou a envelhecer, com menos pessoas entrando no mercado de trabalho, gerando uma escassez de trabalhadores qualificados. Numa inversão dramática de sua política, o governo de Singapura introduziu um regime de "bônus bebê" em 2001 (melhorado em agosto de 2004), que incentivou os casais a terem mais filhos.
Em 2008, a taxa de fecundidade total foi de apenas 1,28 filhos por mulher, o 3.º menor nível do mundo, e bem abaixo dos 2,10 necessários para substituir a população. Em 2008, nasceram 39 826 bebês, em comparação com cerca de 37,6 mil nascimentos em 2005. Esse número, entretanto, não é suficiente para manter o crescimento da população. Para ultrapassar este problema, o governo está incentivando estrangeiros a imigrar para Singapura. O grande números de imigrantes mantiveram a população de Singapura longe do declínio.

### Religião

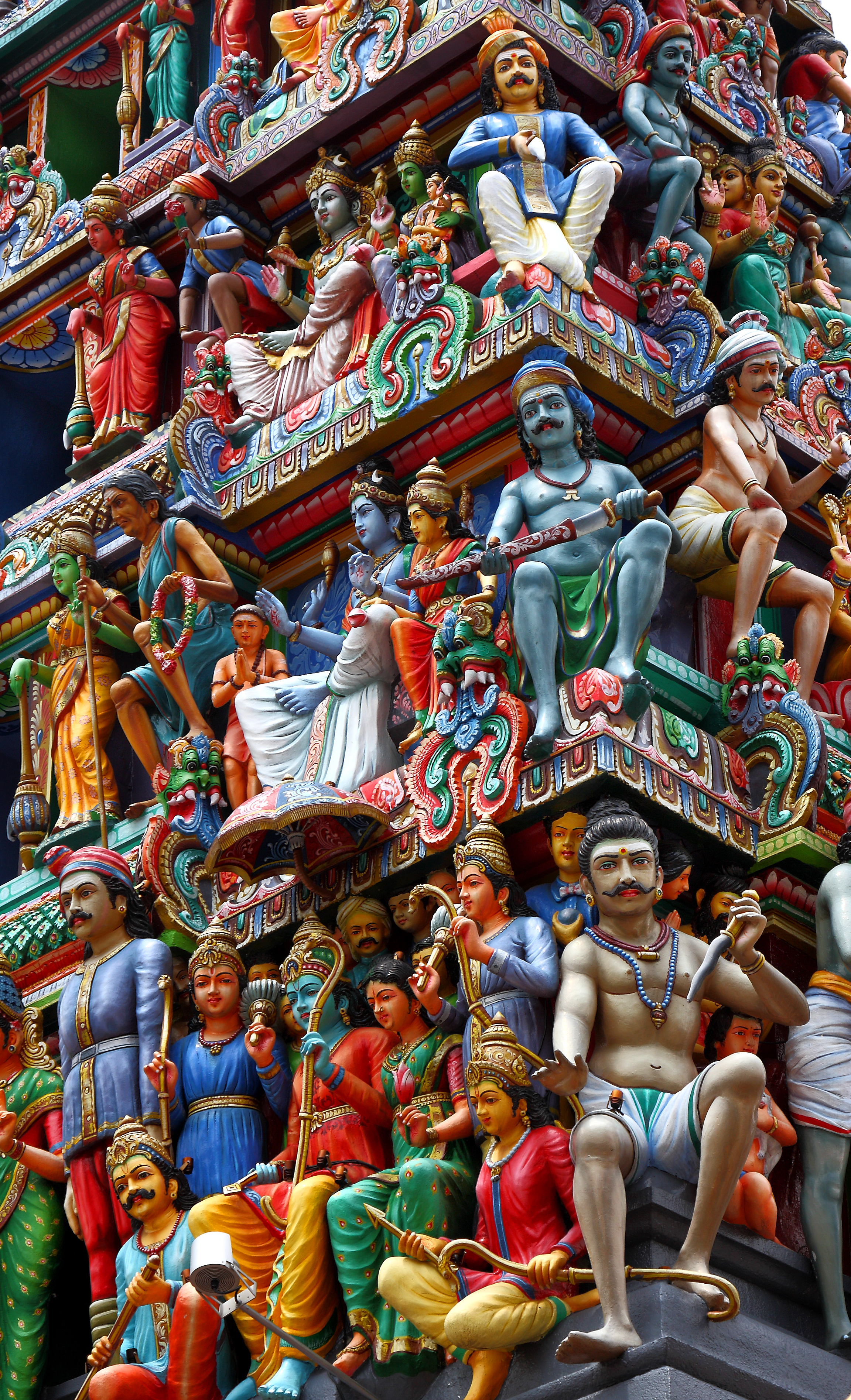
Visão detalhada do gopuram (torre) na entrada do Templo Sri Mariamman.

O Budismo é a religião mais amplamente praticada em Singapura, tendo 33% da população residente declarando-se adepta no mais recente censo. A segunda religião mais praticada é o Cristianismo, seguida pelo Islamismo, Taoismo e Hinduísmo. 17% da população não tem uma afiliação religiosa. A proporção de cristãos, taoístas e pessoas não religiosas aumentou entre 2000 e 2010 por cerca de 3% cada, e ao mesmo tempo, a população de budistas diminuiu. Outras religiões mantiveram-se estáveis em grande parte da sua quota da população. Uma análise do Pew Research Center considerou Singapura como uma das nações que possui mais diversidade religiosa no mundo.
Existem monastérios e templos Dharma das três maiores tradições do Budismo em Singapura: Teravada, Mahayana e Vajrayana. A maioria dos budistas em Singapura são chineses e da tradição Mahayana, tendo missionários de Taiwan e China vindo para o país por várias décadas. Todavia, o Budismo Teravada tem visto a crescente popularidade entre a população (não só os chineses) durante a última década. A religião da Soka Gakkai, uma organização budista japonesa, é praticada por muitas pessoas em Singapura, mas principalmente pela população de ascendência chinesa. O Budismo Tibetano também teve um crescimento lento no país nos últimos anos.
A constituição prevê a liberdade religiosa; no entanto, algumas leis e políticas restringiram esse direito em algumas circunstâncias. Publicações e discussões públicas de questões religiosas são geralmente censuradas, juntamente com retratos negativos ou inflamatórios da religião. O Governo não tolera a fala ou ações que considere que possam afetar negativamente a harmonia racial ou religiosa. Em 1972, o governo singapurense proibiu as atividades das Testemunhas de Jeová no país, argumentando que seus membros se recusam a prestar o serviço militar obrigatório para todos os cidadãos do sexo masculino, bem como fazer o juramento de bandeira. Além disso, o governo baniu todas as publicações impressas das Testemunhas de Jeová. Uma pessoa que possui uma publicação proibida pode ser multada em até $ 2 mil dólares singapurenses e ser condenada em até 12 meses de prisão em primeira condenação. Em 1982, a Igreja da Unificação também foi banida em Singapura, com o argumento de que seriam prejudiciais ao bem-estar público.[carece de fontes?]

### Idiomas
Singapura tem quatro línguas oficiais: Inglês, Malaio, Chinês Mandarim e Tâmil. O Inglês é a língua mais comum e é a língua dos negócios, do governo, e o meio de instrução nas escolas.
A Constituição de Singapura e todas as leis e documentos oficiais são escritos em Inglês e caso originalmente sejam em outra línguas das três oficiais devem ser traduzidas e um intérprete é exigido se desejar dirigir-se aos tribunais singapurenses em uma língua diferente do Inglês. Apesar de ser a língua comum, o Inglês é a língua nativa de apenas um terço de todos os singapurenses, e cerca de um quarto de todos os malaios de Singapura, um terço de todos os chineses de Singapura, e metade de todos os índios de Singapura falam como sua língua nativa. 20% dos singapurenses não sabem ler ou escrever em Inglês.

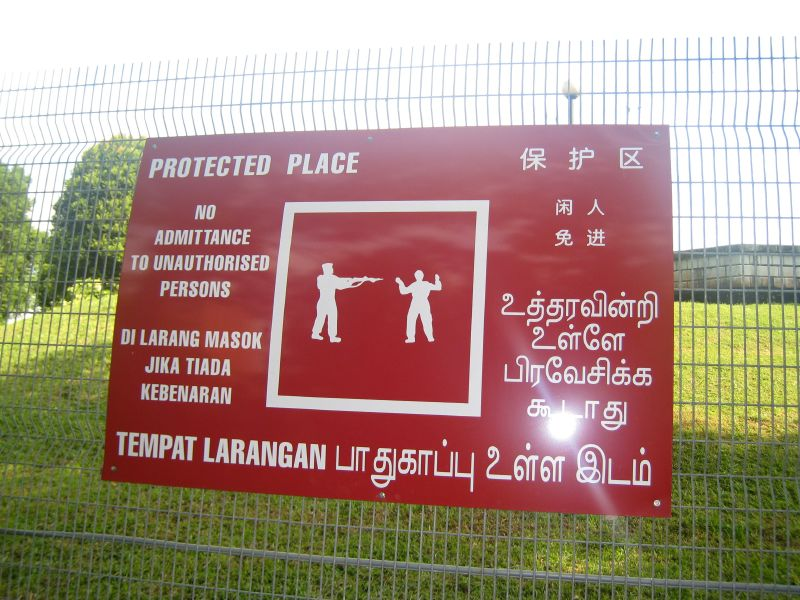
Placa multilíngue em Singapura.

A maioria dos singapurenses são bilíngues, tendo o Inglês como sua língua comum e usualmente o idioma materno como segunda língua ensinada nas escolas, a fim de preservar a identidade e os valores étnicos de cada indivíduo. As línguas oficiais entre os singapurenses são o Inglês (80% de alfabetização), Mandarim (65% de alfabetização), Malaio (17% de alfabetização) e Tâmil (4% de alfabetização). O Inglês singapurense é baseado no Inglês britânico e as formas do inglês falados vão desde o Inglês Singapurense Padrão a uma forma coloquial conhecida como "Singlish". O ensino do "Singlish" não é recomendado pelo governo.
O Mandarim é a língua que é falada como o idioma nativo da grande maioria dos singapurenses, tendo 1,2 milhões de pessoas usando como sua língua natal. Aproximadamente meio milhão falam outras variantes da língua chinesa, principalmente o Hokkien (Ver: Hokkien singapurense) e Cantonês, como sua língua natal, apesar do uso desses dialetos estar declinando em favor do inglês e do Mandarim. Os caracteres chineses são escritos usando a forma simplificada do Chinês.
O Malaio foi escolhido como a língua nacional pelo governo singapurense depois da independência do Reino Unido nos anos 1960 para evitar atritos com os países vizinhos falantes do idioma malaio (Malásia e Indonésia). Tem apenas um propósito simbólico e não funcional. É o idioma usado no hino nacional, nas citações de ordens e decorações singapurenses e nos comandos militares. Em geral, o Malaio é falado principalmente na comunidade malaia de Singapura, tendo apenas 17% dos singapurenses alfabetizados em malaio e somente 12% da população tem como sua língua nativa.
Por volta de 100 mil pessoas, ou 3% dos singapurenses, falam Tâmil como sua língua nativa. O Tâmil tem status de língua oficial em Singapura e não se houve tentativas de desencorajar o uso de outras línguas indianas.

## Governo e política

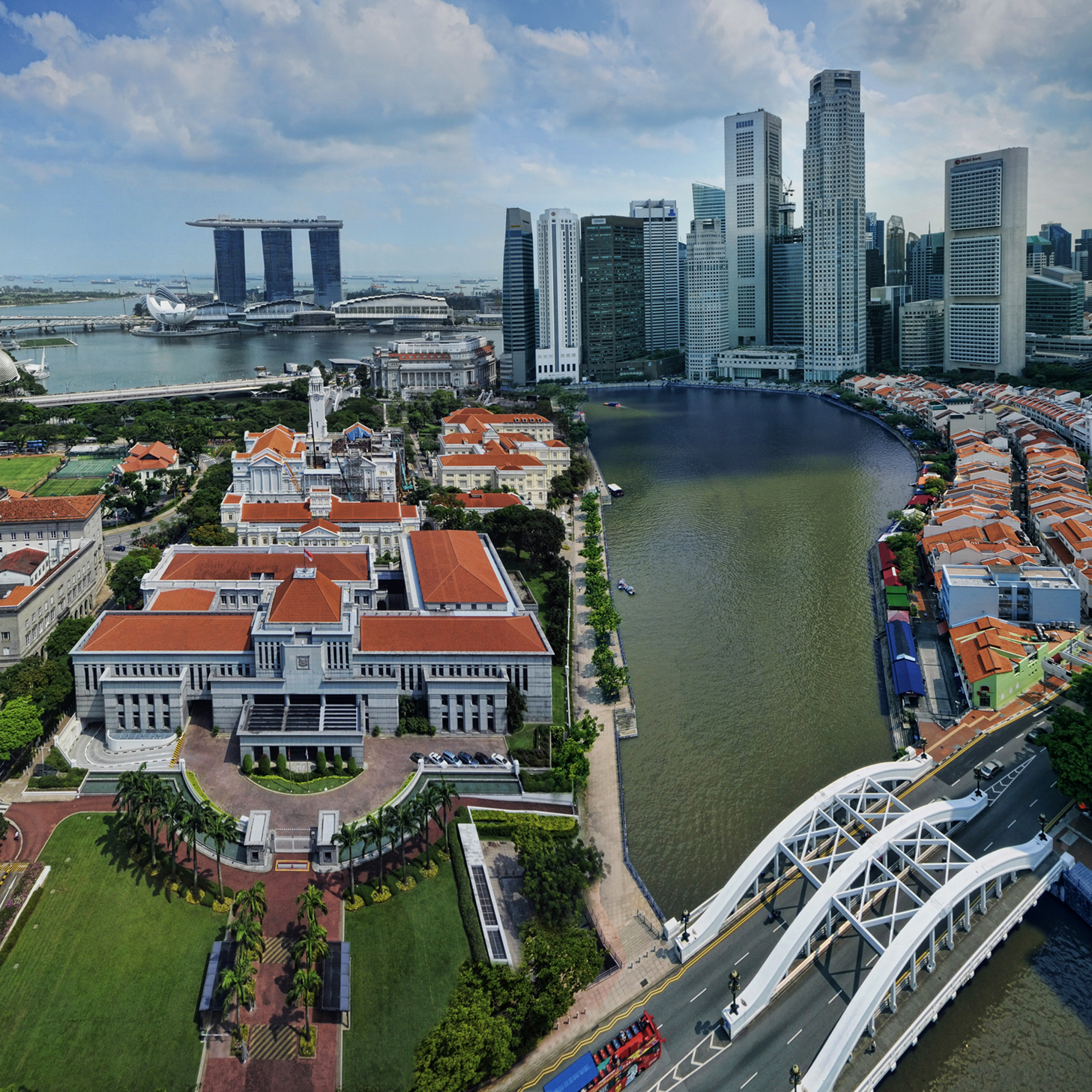
Parlamento de Singapura com o centro financeiro da cidade ao fundo.

Singapura é uma república parlamentar com um sistema Westminster de governo unicameral representando diferentes circunscrições. A constituição do país estabelece uma democracia representativa como o sistema político. O poder executivo cabe ao Gabinete, liderado pelo primeiro-ministro e, em muito menor grau, pelo presidente. O Presidente é eleito por meio de voto popular e tem poder de veto sobre um conjunto específico de decisões executivas, como o uso das reservas nacionais e a nomeação de juízes, mas, de outro modo, ocupa um posto amplamente cerimonial.
Na prática, o Partido de Ação Popular (PAP) domina a política de Singapura desde a independência. A ala progressista do partido foi eliminada em 1963 durante a "Operação Coldstore". Em 1988, uma segunda purga, a "operação Spectrum", visou várias personalidades (activistas políticos, sindicalistas, advogados, estudantes, intelectuais, etc.) acusadas de "conspiração marxista". O modo de governo está mais próximo do autoritarismo do que de uma democracia multipartidária. Este sistema é pouco contestado pela população, que aceita as fortes restrições às liberdades políticas em troca de um nível de vida elevado. O país é dirigido por uma oligarquia composta por patrões, dirigentes sindicais, políticos e altos funcionários públicos que, por vezes, transitam de um cargo para outro. Lee Kuan Yew afirmou em 1966 que "a sobrevivência de Singapura depende de cento e cinquenta pessoas".
O Parlamento de Singapura serve como o ramo legislativo do governo. Os membros do Parlamento (MPs) consistem de 104 membros eleitos, não eleitorados e nomeados. 14 membros do parlamento são eleitos pelo voto distrital majoritário de um único membro e 79 membros são eleitos em Distritos de Representação de Grupo (em inglês, Group Representation Constituency; GRC), que são distritos eleitorais de três a seis membros. O Partido da Ação Popular (PAP) ganhou o controle do Parlamento com grande maioria em todas as eleições desde que a autogovernança foi assegurada em 1959. Embora as eleições sejam sem fraudes, não há autoridade eleitoral independente e o governo tem forte influência na mídia. A Freedom House classifica Singapura como "parcialmente livre" no seu relatório "Liberdade no Mundo", e a The Economist classifica Singapura como uma "democracia imperfeita", a segunda melhor classificação de quatro, no seu "Índice da Democracia". As últimas eleições foram em setembro de 2015, com o PAP ganhando 83 das 89 vagas disputadas com 70% do voto popular. O multirracialismo, uma das principais razões para sua separação da Malásia, está consagrado na constituição do país desde a independência e continua a moldar as principais políticas nacionais em educação, habitação, política e outras.

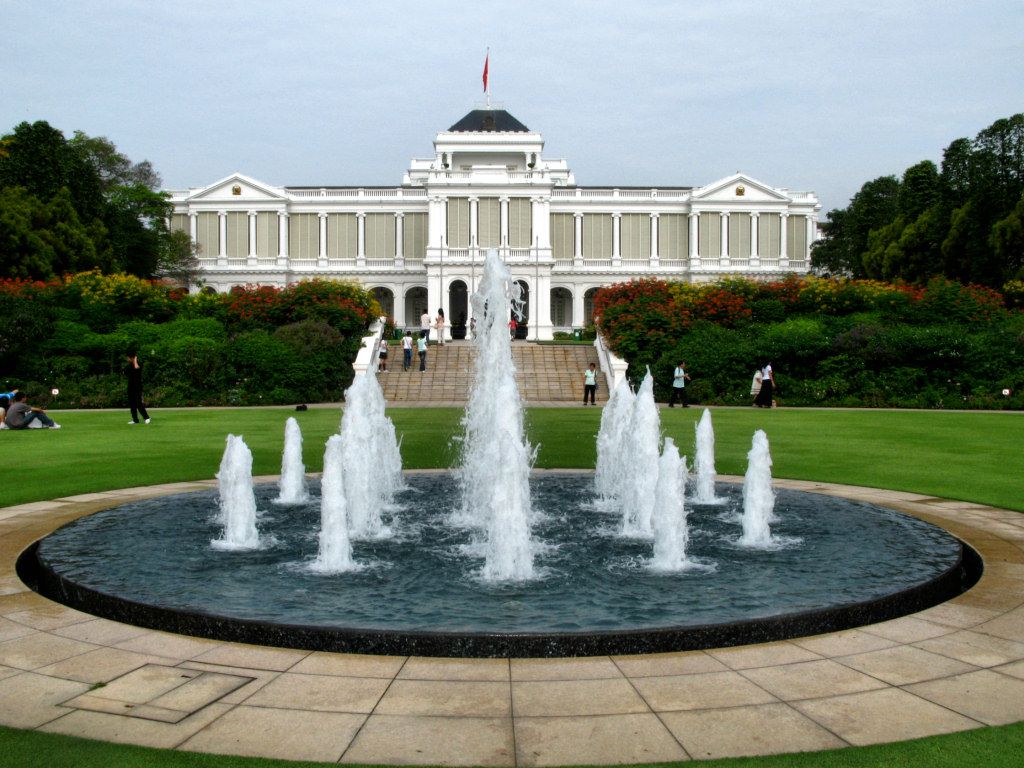
Istana, residência oficial e escritório do presidente.

O sistema legal de Singapura é baseada na common law inglesa, mas com diferenças locais substanciais. Embora as leis de Singapura sejam herdadas do Reino Unido e da Índia Britânica, o governo também tem a linha de não seguir alguns elementos dos valores democráticos liberais. O julgamento por júri foi abolido em 1970, para que as decisões judiciais ficassem inteiramente nas mãos dos juízes nomeados. Singapura possui leis que permitem punição corporal através de açoites com varas de bambu, que podem ser impostas para crimes como estupro, motins, vandalismo ou imigração clandestina bem como a pena de morte no país por homicídio qualificado e tráfico de drogas. A Anistia Internacional afirma que algumas disposições legais do sistema de Singapura conflitam com o direito de ser considerado inocente até que se prove a culpa, e que Singapura tem "…possivelmente a mais alta taxa de execução do mundo em relação à sua população". O governo contestou as alegações da Anistia, afirmando que a sua "posição sobre a abolição da pena de morte não é de forma alguma contestada internacionalmente" e que o Relatório contém "erros graves de fatos e deturpações", e alega ainda que o país tem o direito soberano de determinar o seu próprio sistema judicial e impor o que ele vê como uma punição adequada, incluindo a pena de morte para os crimes com uma maior gravidade. O sistema judicial de Singapura é considerado um dos mais confiáveis na Ásia.
Singapura tem sido consistentemente classificada entre os países menos corruptos do mundo pela Transparência Internacional. A combinação única de um forte governo quase autoritário com ênfase na meritocracia e na boa governança é conhecida como "modelo singapurense" e é considerada um fator-chave por trás da estabilidade política, do crescimento econômico e da ordem social harmoniosa de Singapura. Em 2011, o Índice de Estado de Direito do Projeto Justiça Mundial classificou Singapura entre os principais países pesquisados com relação a "ordem e segurança", "ausência de corrupção" e "justiça criminal eficaz". No entanto, o país recebeu uma classificação muito menor para "liberdade de expressão" e "liberdade de reunião". No país, todas as reuniões públicas de cinco ou mais pessoas exigem autorização policial e os protestos podem legalmente ser realizados apenas no Speaker's Corner.
Devido ao seu sistema político autoritário, só existe um sindicato em Singapura, o National Trades Union Congress, que está ligado ao regime. O seu secretário-geral é também, em 2023, deputado pelo Partido de Ação Popular (PAP), o partido do Estado. O papel do sindicato, nas suas próprias palavras, é "evitar a escalada" e "trazer a estabilidade a que o povo aspira". O direito de greve está inscrito na Constituição, mas é impossível de exercer, correndo os trabalhadores o risco de serem encarcerados.
A lei autoriza o Governo a nomear diretamente os membros dos conselhos de administração e os chefes de redação dos principais meios de comunicação social. A Lei de Proteção contra Mentiras e Manipulações de 2019 permite que qualquer interpretação de um facto que seja desagradável para o governo seja considerada uma "mentira". Os activistas contra a pena de morte são particularmente visados.

### Relações exteriores
A política externa de Singapura visa manter a segurança no sudeste da Ásia e nos territórios vizinhos. Um princípio subjacente é a estabilidade política e econômica da região. Tem relações diplomáticas com mais de 180 estados soberanos.

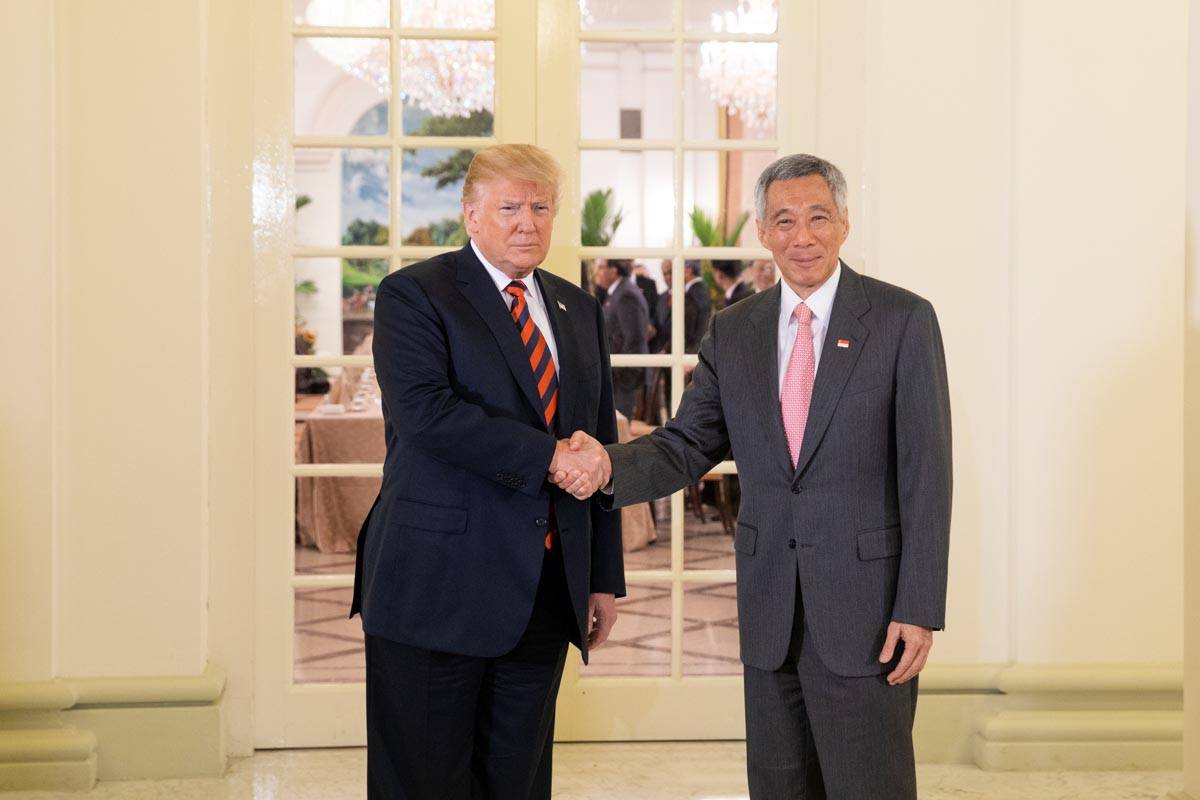
Primeiro-ministro Lee com Donald Trump um dia antes da histórica Cúpula entre Estados Unidos e Coreia do Norte em 2018. sediada em Singapura.

Como um dos cinco membros fundadores da ASEAN, é um forte apoiante da Área de Livre Comércio da ASEAN (AFTA) e da Área de Investimento da ASEAN, devido ao fato de a economia de Singapura está intimamente ligada à da região como um todo. O ex-primeiro ministro Goh Chok Tong propôs a formação de uma Comunidade Econômica da ASEAN, um passo além da atual AFTA, aproximando-a de um mercado comum. Isso foi acordado em 2007 para implementação até 2015. Outras organizações regionais são importantes para Singapura e é o anfitrião do Secretariado da APEC. Singapura mantém participação em outras organizações regionais, como o Asia-Europe Meeting, o Fórum para a Cooperação Ásia-América Latina, a Associação da Orla do Oceano Índico e a Cúpula do Leste Asiático. É também membro do Movimento dos Países Não Alinhados e da Commonwealth. Embora Singapura não seja um membro formal do G20, foi convidada a participar dos processos do G20 na maioria dos anos desde 2010.´
Em geral, as relações bilaterais com outros membros da ASEAN são fortes; no entanto, divergências surgiram, e as relações com as vizinhas Malásia e Indonésia foram às vezes tensas. Malásia e Singapura entraram em confronto com a entrega de água potável a Singapura e o acesso das Forças Armadas de Singapura ao espaço aéreo da Malásia. As questões fronteiriças existem com a Malásia e a Indonésia, e ambas proibiram a venda de areia marinha para Singapura devido a disputas sobre a recuperação de terras de Singapura. Algumas disputas anteriores, como a disputa da Pedra Branca, foram resolvidas pela Corte Internacional de Justiça. A pirataria no Estreito de Malaca tem sido motivo de preocupação para os três países. Vínculos econômicos estreitos existem com o Brunei, e os dois compartilham um valor monetário indexado, por meio de um Acordo de Permutabilidade de Moeda entre os dois países, o que torna as notas e moedas de dólar de Brunei e moedas de moeda corrente em ambos os países.
O primeiro contato diplomático com a China foi feito na década de 1970, com relações diplomáticas plenas estabelecidas na década de 1990. Desde então, os dois países têm sido atores importantes no fortalecimento do relacionamento ASEAN-China e mantêm uma relação estreita de longa data e altamente priorizada, em parte devido à crescente influência e essencialidade da China na região Ásia-Pacífico, especificando que "seu interesse comum com a China é muito maior do que qualquer diferença ". Além disso, Singapura se posicionou como um forte defensor do engajamento construtivo e do desenvolvimento pacífico da China na região. Além disso, a China é o maior parceiro comercial de Singapura desde 2013, depois de superar a Malásia. Singapura e os Estados Unidos compartilham uma relação estreita de longa data, em especial na defesa, na economia, na saúde e na educação. Singapura também impulsionou iniciativas regionais contra o terrorismo, com uma forte determinação para lidar com terroristas dentro de suas fronteiras. Para este fim, o país intensifica a cooperação com os membros da ASEAN e com a China para reforçar a segurança regional e combater o terrorismo, bem como para participar no primeiro exercício marítimo conjunto da organização com a segunda. Também apoiou a coalizão liderada pelos Estados Unidos na guerra contra o terrorismo, com a cooperação bilateral em iniciativas de combate ao terrorismo e contra-proliferação, além de exercícios militares conjuntos.

### Forças armadas
As Forças Armadas de Singapura são indiscutivelmente as mais avançadas tecnologicamente no sudeste da Ásia. Compreende o Exército de Singapura, a Marinha da República de Singapura e a Força Aérea da República de Singapura. É vista como a garantidora da independência do país. Este princípio se traduz na cultura, envolvendo todos os cidadãos na defesa do país. O governo gasta 4,9% do PIB do país nas forças armadas — alto em padrões regionais — e um em cada quatro dólares de gastos do governo é gasto em defesa.

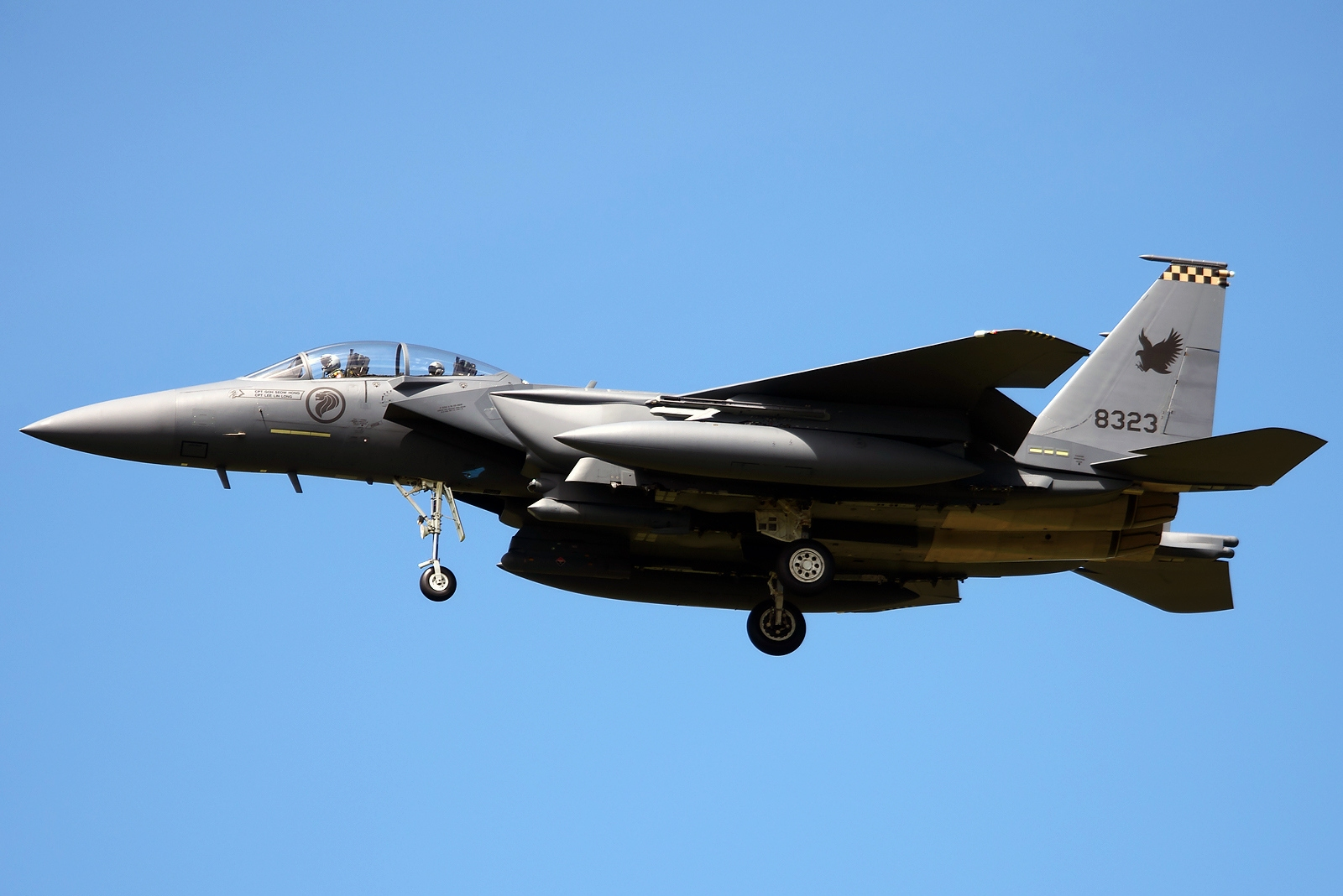
Caças F-15SG da Força Aérea de Singapura.

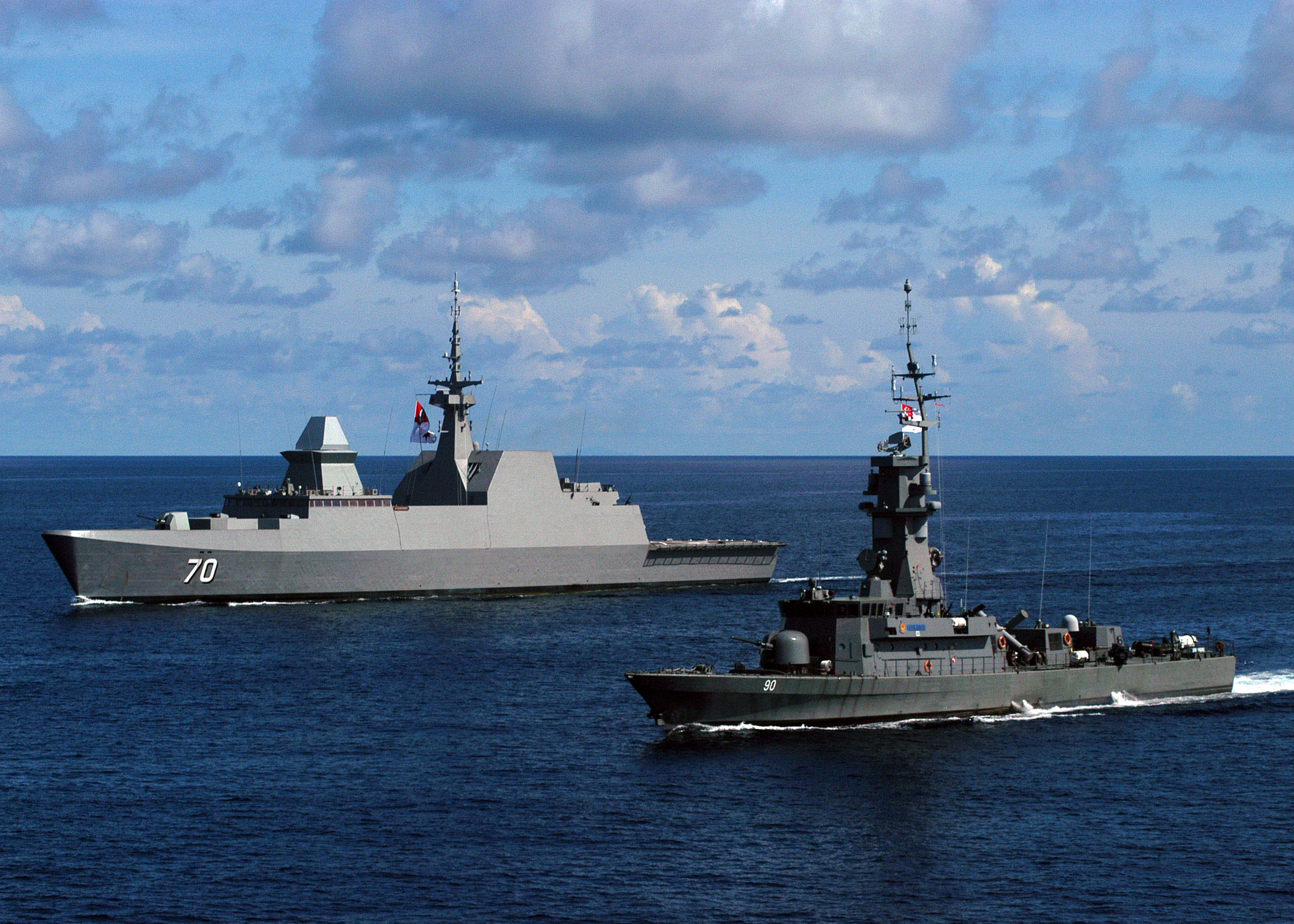
Corvetas RSS Steadfast e RSS Vigilance da Marinha de Singapura.

Após sua independência, Singapura teve dois regimentos de infantaria comandados por oficiais britânicos. Essa força foi considerada pequena demais para proporcionar segurança efetiva ao novo país, de modo que o desenvolvimento de suas forças militares tornou-se uma prioridade. A Grã-Bretanha retirou seu exército de Singapura em outubro de 1971, deixando para trás apenas uma pequena força britânica, australiana e neozelandesa como uma presença militar simbólica. O último soldado britânico deixou Singapura em março de 1976. As tropas da Nova Zelândia foram as últimas a partir, em 1989.
Um grande apoio inicial veio de Israel, um país que não é reconhecido pelas nações vizinhas de maioria muçulmana, como Malásia, Indonésia ou Brunei. O principal temor após a independência era o de uma invasão da Malásia. Os comandantes da Força de Defesa de Israel foram encarregados de criar as Forças Armadas de Singapura a partir do zero, e instrutores israelenses foram trazidos para treinar soldados de Singapura. Cursos militares foram conduzidos de acordo com o formato da Força de Defesa de Israel, e Singapura adotou um sistema de recrutamento e reserva de serviço baseado no modelo israelense. Singapura ainda mantém fortes laços de segurança com Israel e é um dos maiores compradores de armas israelenses. A arma antitanque MATADOR é um exemplo de recente colaboração entre Singapura e Israel.
As Forças Armadas de Singapura estão sendo desenvolvidas para responder a uma ampla gama de questões, tanto na guerra convencional quanto na não convencional. A Agência de Ciência e Tecnologia de Defesa é responsável por obter recursos para os militares. As restrições geográficas de Singapura significam que as Forças Armadas devem planejar repelir totalmente um ataque, já que não podem retroceder e reagrupar. O pequeno tamanho da população também afetou a forma como o exército foi projetado, com uma pequena força ativa, mas um grande número de reservas.
O alistamento nas forças armadas é obrigatório para todos os homens fisicamente aptos aos 18 anos, exceto aqueles com antecedentes criminais ou que podem provar que a sua saída traria dificuldades para suas famílias. Os homens que ainda não concluíram o ensino pré-universitário ou que receberam a bolsa da Comissão de Serviço Público podem optar por adiar o seu projeto. Embora não sejam obrigadas a prestar serviço militar, o número de mulheres nas forças armadas tem aumentado: desde 1989, foram autorizadas a preencher as vocações militares anteriormente reservadas aos homens. Antes da indução em um ramo específico das forças armadas, os recrutas passam por pelo menos 9 semanas de treinamento militar básico.
Devido à escassez de terras abertas na ilha principal, o treinamento envolvendo atividades como fogo vivo e guerra anfíbia é frequentemente realizado em ilhas menores, tipicamente proibidas para acesso civil. Isso também evita riscos para a ilha principal e a cidade. No entanto, exercícios em grande escala são considerados perigosos demais para serem realizados na área, e desde 1975 foram realizados em Taiwan. A formação também é realizada em cerca de uma dúzia de outros países. Em geral, exercícios militares são realizados com forças estrangeiras uma ou duas vezes por semana.
Devido ao espaço aéreo e restrições de terra, a Força Aérea da República de Singapura mantém uma série de bases no exterior, na Austrália, nos Estados Unidos e na França. O 130.º Esquadrão da RSAF é baseado na RAAF Base Pearce, na Austrália Ocidental, e seu 126.º Esquadrão é baseado no Oakey Army Aviation Center, em Queensland. A Força Aérea tem um esquadrão — o 150.º Esquadrão — baseado na Base Aérea de Cazaux, no sul da França. A Força Aérea também possui alguns destacamentos no exterior nos Estados Unidos, em San Diego, Califórnia, em Marana, Arizona, Grand Prairie, no Texas e em Luke Air Force Base, entre outros.
As Forças Armadas de Singapura já enviaram forças para ajudar em operações fora do país, em áreas como o Iraque e o Afeganistão, em funções militares e civis. Na região, ajudou a estabilizar Timor Leste e forneceu ajuda a Aceh, na Indonésia, após o terremoto e tsunami do Oceano Índico em 2004. Em 2014, a Marinha enviou dois navios, o RSS Resolute e o Tenacious para o Golfo de Aden, para ajudar nos esforços de combate à pirataria como parte da Força-Tarefa 151. A Força Aérea também ajudou nos esforços de socorro durante o furacão Katrina e o tufão Haiyan. Singapura faz parte dos Cinco Arranjos de Defesa de Poder, uma aliança militar com a Austrália, a Malásia, a Nova Zelândia e o Reino Unido.

### Subdivisões
Singapura é uma cidade-Estado insular. O país está dividido em 5 regiões, que são subdivididas em áreas de planejamento urbano.

## Economia

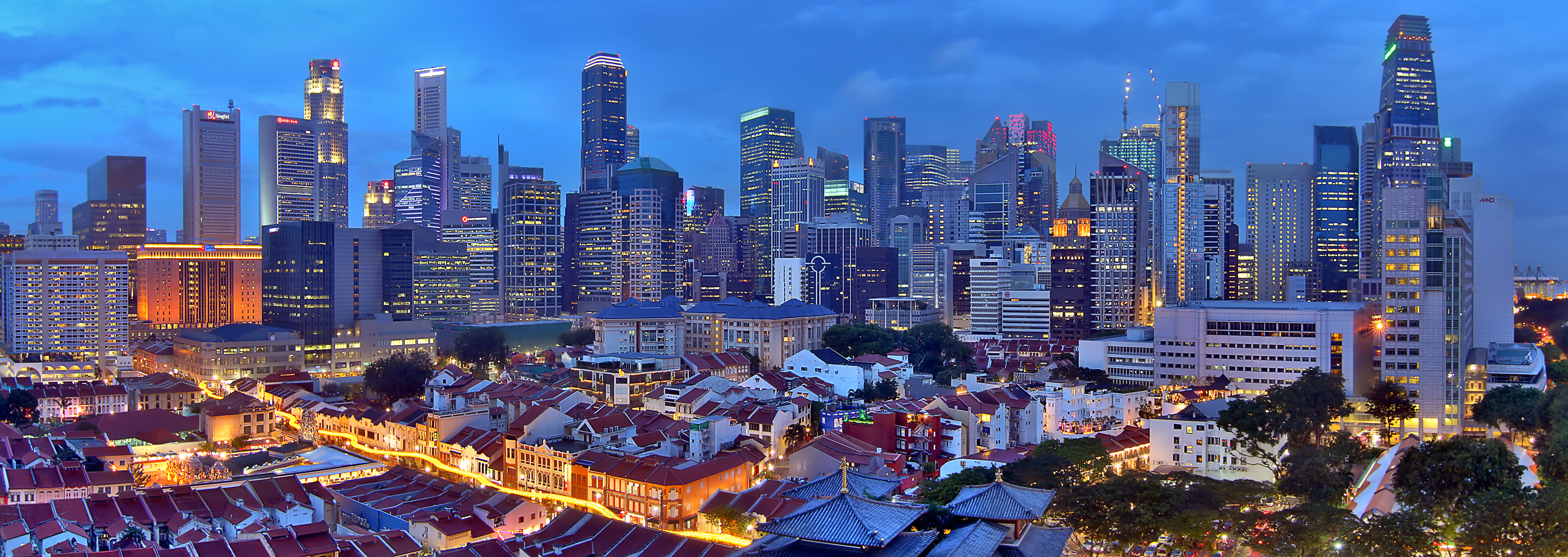
Centro financeiro de Singapura à noite.

Singapura tem uma economia altamente desenvolvida, que historicamente girava em torno do entreposto comercial, em outras palavras, uma enorme economia de exportação, dependente da exportação de mercadorias para outros países. Juntamente com Hong Kong, Coreia do Sul e Taiwan, Singapura é um dos quatro Tigres Asiáticos. A economia (que entre 1966 e 1990 cresceu, em média, 8,5% ao ano) depende fortemente da exportação e refino de produtos importados, especialmente na indústria transformadora. A indústria constituía 26% do PIB de Singapura em 2005. A indústria de transformação é bem diversificada, contando com os setores de eletrônica, refino de petróleo, produtos químicos, engenharia mecânica e ciências biomédicas. Em 2006, Singapura produziu cerca de 10% da produção mundial de wafer de fundição. Devido à sua localização estratégica, Singapura tem um dos portos mais movimentados do mundo e é o quarto maior centro de negociação de câmbio do mundo depois de Londres, Nova York e Tóquio.

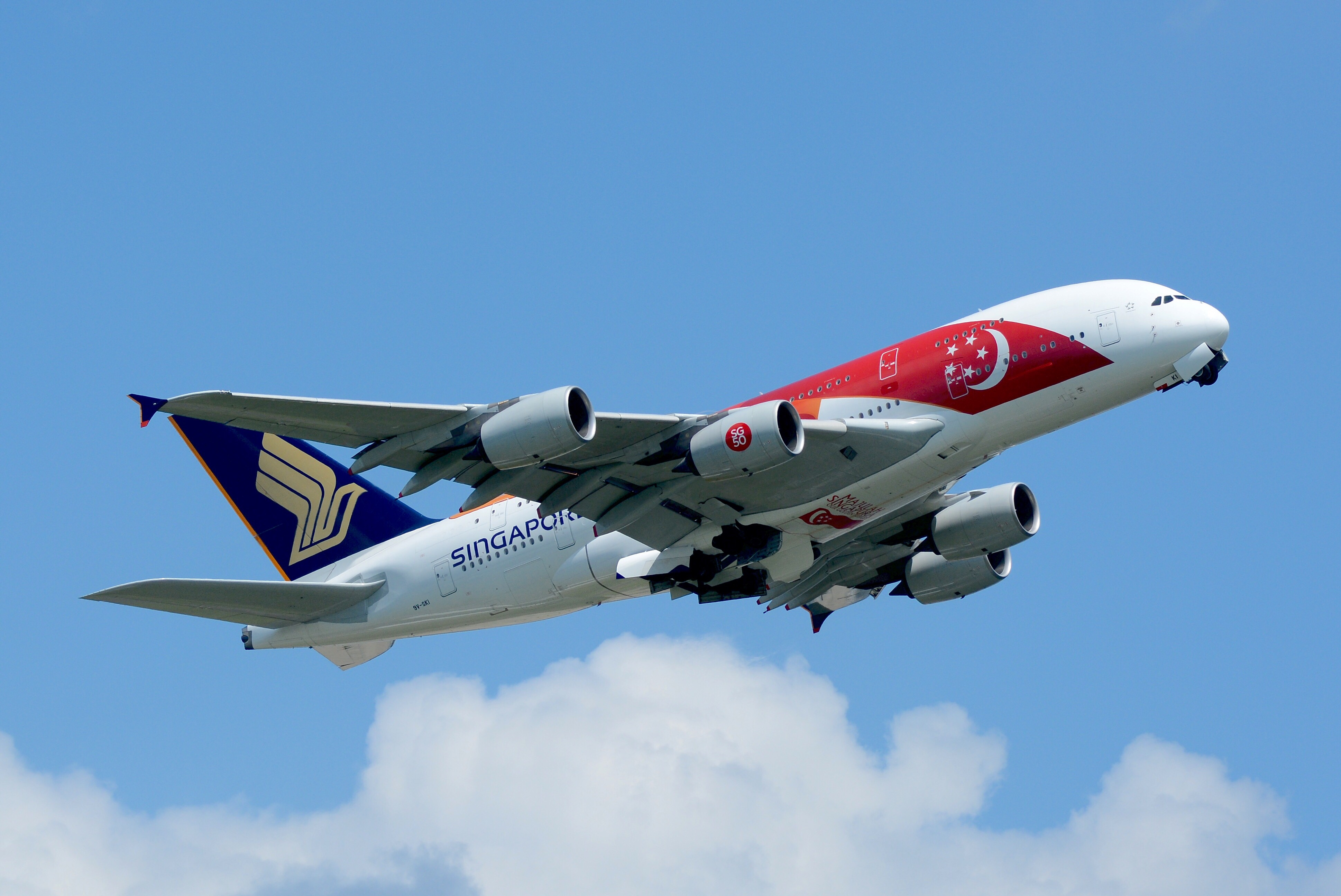
Airbus A380 da Singapore Airlines.

Singapura foi avaliada como o país com o maior número de empresas de economia familiar em todo o mundo, com milhares de expatriados estrangeiros empregados em empresas multinacionais. Singapura é também considerado como um dos principais centros de financiamento da região e do mundo. Além disso, a cidade-Estado também emprega dezenas de milhares de trabalhadores autônomos vindos de todas as partes do mundo.
Como resultado da recessão global e uma crise no setor de tecnologia, o PIB do país contraiu 2,2% em 2001. O Economic Review Committee (ERC) foi criado em dezembro de 2001, e recomendou várias mudanças de política com vista à revitalização da economia. Singapura já se recuperou da recessão, em grande parte devido às melhorias na economia mundial, a economia de Singapura cresceu 8,3% em 2004, 6,4% em 2005 e 7,9% em 2006. Em 19 de agosto de 2007, o Primeiro-Ministro Lee Hsien Loong anunciou que a economia de Singapura deve crescer pelo menos 4-6% anualmente durante os próximos 5-10 anos.
O PIB per capita em 2006 foi de US$ 29,474. Em setembro de 2007, a taxa de desemprego era de 1,7%, o mais baixo em uma década, tendo melhorado antes da Grande Recessão ter chegado à Ásia. O emprego continuou a crescer fortemente e a economia manteve sua rápida expansão. Nos três primeiros trimestres de 2007, 171,5 mil novos empregos foram criados, o que é próximo do valor de 176 mil alcançado em 2006. Em 2007, a economia de Singapura cresceu 7,5% e atraiu um recorde S$ 16 bilhões (US$ 10,6 bilhões) dos investimentos em ativos fixos na fabricação e projetos de geração de S$ 3 bilhões (US$ 2 bilhões, € 1,6 bilhões) da despesa total de negócios nos serviços. Singapura introduziu um Imposto sobre Mercadorias e Serviços (GST – sigla em inglês) com uma taxa inicial de 3% em 1 de abril de 1994, criando um aumento substancial da receita do governo de S$ 1,6 bilhão (US$ 1 bilhão, € 800 milhões) e estabilizando as finanças públicas. A GST passivo foi aumentado para 4% em 2003, para 5% em 2004 e 7% em 1 de julho de 2007.

Vista do centro financeiro de Singapura à noite, com destaque para o Marina Bay Sands.

Devido à Grande Recessão, a economia de Singapura cresceu apenas 1,1% no ano de 2008, muito inferior ao esperado de 4,5% para 6,5% de crescimento, enquanto a taxa de desemprego foi para 2,8%.

### Trabalhadores estrangeiros
A economia de Singapura depende, em parte, do trabalho de centenas de milhares de trabalhadores estrangeiros. Enquanto o nível de vida dos cidadãos de Singapura e dos residentes permanentes, os únicos incluídos nas estatísticas, é dos mais elevados do mundo, o nível de vida dos imigrantes (40% da população ativa) está longe de ser invejável. A maioria deles, os não qualificados, vive em condições miseráveis. Vivem em barracas-dormitório, por vezes alinhadas a centenas de metros umas das outras e rodeadas de arame farpado. Estão proibidos de trazer as suas famílias ou de casar com um singapurense.
Empregados principalmente nos sectores da indústria e da restauração, ou como empregados domésticos no caso das mulheres, estão sujeitos a muitas horas extraordinárias, geralmente gratuitas e sem dias de descanso. Teoricamente, a lei prevê um dia de descanso obrigatório por semana, mas permite que o empregador anule esse dia se o trabalhador concordar. Se este recusar, arrisca-se a perder o emprego e a ser deportado. Além disso, não têm direito a qualquer salário-mínimo.

### Turismo
Singapura é um popular destino turístico, contribuindo para a importância desse tipo de indústria. O total de visitantes em 2007 foi de 10,2 milhões de pessoas. Para atrair mais turistas, o governo decidiu legalizar o jogo e permitiu que dois resorts casino se desenvolvessem em Sentosa, em 2005. Para competir com as rivais regionais, como Kuala Lumpur, Bangkok, Hong Kong, Tóquio e Xangai, a área da cidade foi transformada em um dos lugares mais emocionantes do país, iluminando prédios públicos e comerciais.
O Singapore Food Festival é realizado todo mês de julho para celebrar a culinária de Singapura. Outros eventos anuais incluem o Singapore Sun Festival, o Christmas Light Up e o Singapore Jewel Festival. Singapura está se promovendo como um centro de turismo médico: cerca de 200 mil estrangeiros procuram atendimento médico a cada ano e o objetivo é servir um milhão de pacientes estrangeiros por ano até 2012 e gerar US$ 3 bilhões em receitas.

## Infraestrutura

### Educação

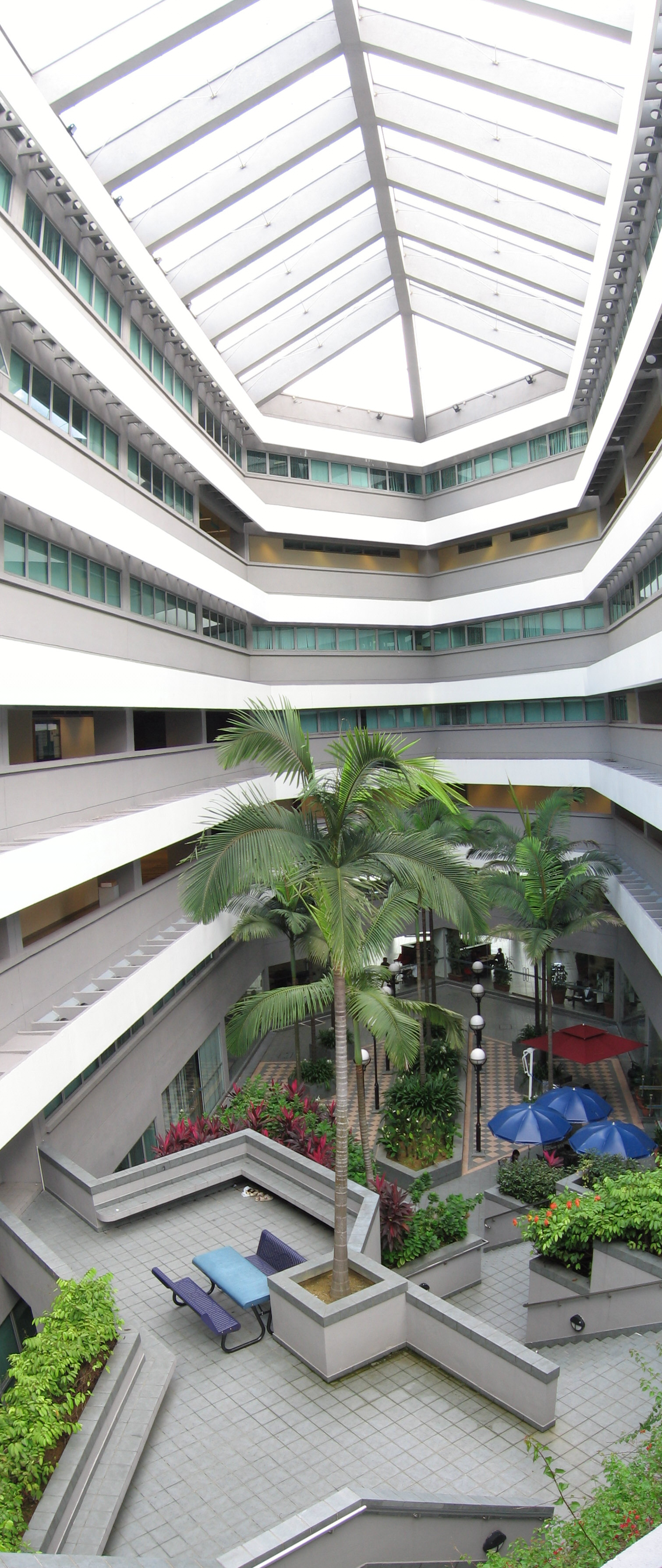
Faculdade de Engenharia da Universidade Nacional de Singapura.

A educação para os níveis primário, secundário e terciário é apoiada principalmente pelo Estado. Todas as instituições, privadas e públicas, devem ser registradas junto ao Ministério da Educação. O inglês é a língua de ensino em todas as escolas públicas, e todos os assuntos são ensinados e examinados em inglês, exceto para a língua materna. Enquanto o termo "língua materna" em geral se refere à primeira língua internacionalmente, no sistema educacional de Singapura, é usado para se referir à segunda língua, pois o inglês é a primeira língua. Estudantes que estiveram no exterior por algum tempo, ou que lutam com a sua "língua materna", têm permissão para seguir um programa mais simples ou deixar cair o assunto.
A educação ocorre em três etapas: ensino primário, secundário e pré-universitário. Somente o nível primário é obrigatório. Os alunos começam com seis anos de escola primária, composta por um curso de fundação de quatro anos e uma etapa de orientação de dois anos. O currículo está focado no desenvolvimento do inglês, da língua materna, da matemática e da ciência. A escola secundária dura de quatro a cinco anos, e é dividida entre correntes especiais, expressas, normais (acadêmicas) e normais (técnicas) em cada escola, dependendo do nível de habilidade do aluno. A quebra básica do curso é a mesma que no nível primário, embora as aulas sejam muito mais especializadas. A educação pré-universitária ocorre em dois ou três anos em escolas superiores, principalmente chamadas de Colégios Júnior.
Os exames nacionais são padronizados em todas as escolas, com um teste realizado após cada etapa. Após os primeiros seis anos de educação, os alunos fazem o exame de saída da escola primária (PSLE), o que determina a sua colocação na escola secundária. No final do estágio secundário, os exames de nível GCE "O" -Level ou "N" são realizados; e ao final do estágio pré-universitário seguinte, o GCE "A" - exames de nível são feitos.
Algumas escolas têm um grau de liberdade em seu currículo e são conhecidas como escolas autônomas. Estes existem a partir do nível do ensino secundário e superior. Singapura possui 6 universidades públicas das quais a Universidade Nacional de Singapura e a Universidade Tecnológica de Nanyang estão entre as 20 maiores universidades do mundo.
De todos os não estudantes de Singapura com idade igual ou superior a 15 anos, 18% não possuem qualificações educacionais, enquanto 45% têm o PSLE como a mais alta qualificação; 15% têm o GCE 'O' Level como sua qualificação mais alta e 14% têm um diploma. Os estudantes de Singapura foram consistentemente classificados como alguns dos mais bem educados do mundo, especialmente em ciência e matemática.
Os exames escolares são aplicados de maneira padronizada em todas as instituições de ensino, o que afere a qualidade de cada uma delas. Os docentes são escolhidos entre os 5% dos estudantes com melhor desempenho e, inicialmente, são submetidos a estágios probatórios e mentoria dos mais experientes.
O sistema educativo de Singapura é conhecido por ser particularmente exigente e desigual. Os dois primeiros anos da escola primária são dedicados à aprendizagem do inglês, da matemática e de uma língua materna (à escolha); as ciências e as actividades extracurriculares são introduzidas nos dois anos seguintes. Aos 12 anos de idade, é realizado um exame altamente seletivo, o Primary School Leaving Examination (PSLE). Em função dos seus resultados, as crianças podem ou não ser encaminhadas para os colégios certos, para entrar nas universidades certas e, mais tarde, para conseguir os melhores empregos. Por isso, a pressão é grande e muitos pais inscrevem os seus filhos no ensino privado. Consequentemente, os 20% das famílias mais ricas gastam quase quatro vezes mais com a educação dos seus filhos do que as famílias mais pobres. Além disso, em 2023, quase 60% dos singapurenses de origem chinesa com idades compreendidas entre os 20 e os 39 anos terão um diploma universitário, contra 16,5% dos de origem malaia.

### Saúde

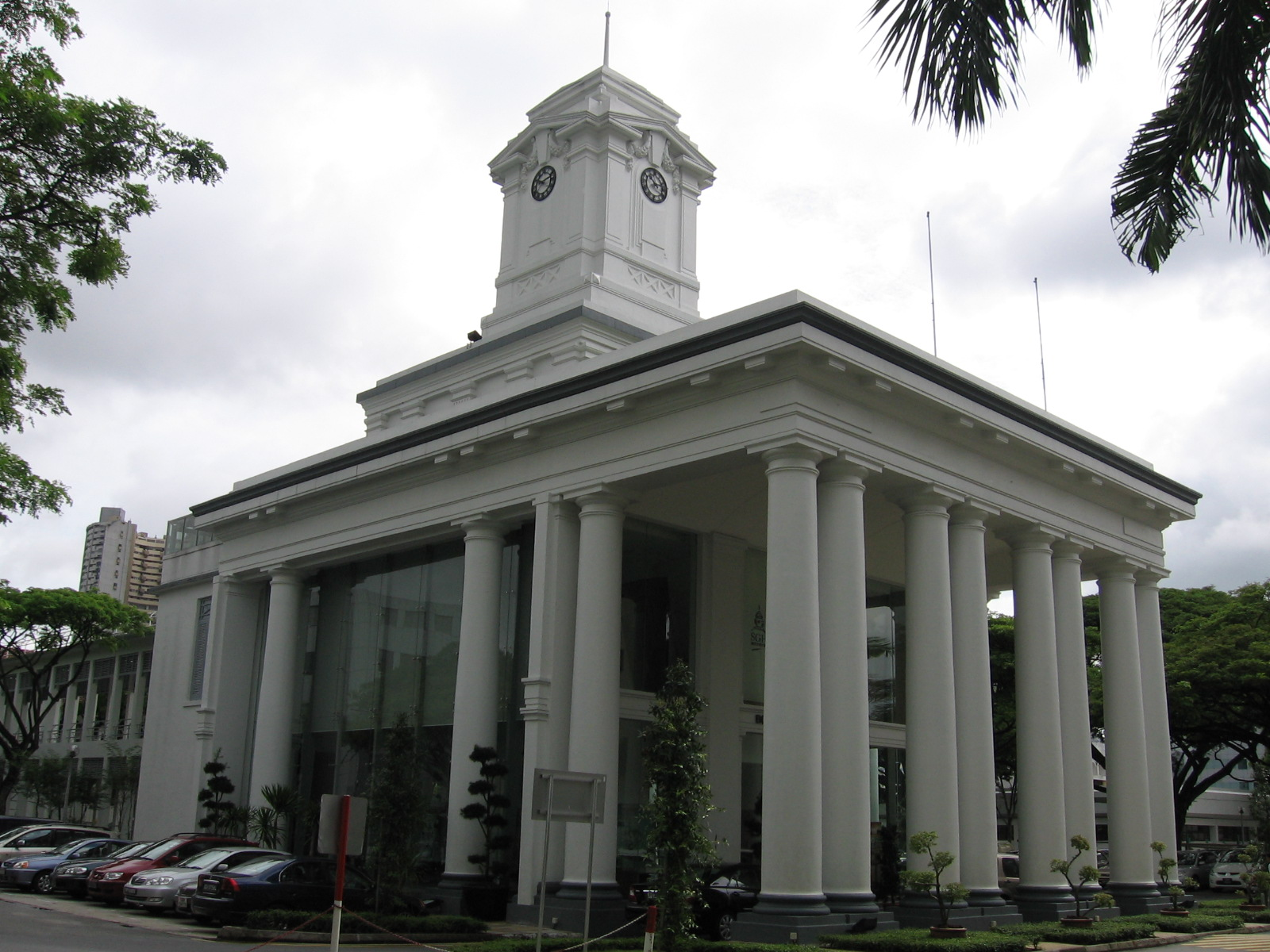
Hospital Geral de Singapura.

Singapura tem um sistema de saúde geralmente eficiente, mesmo que suas despesas de saúde sejam relativamente baixas para os países desenvolvidos. A Organização Mundial da Saúde classifica o sistema de saúde de Singapura como o 6.º do mundo no seu Relatório Mundial sobre a Saúde. Em geral, Singapura teve a menor taxa de mortalidade infantil no mundo nas últimas duas décadas. A expectativa de vida em Singapura é de 80 para os homens e 85 para as mulheres, colocando o país em 4.º lugar onde há a melhor expectativa de vida. Quase toda a população tem acesso a instalações de água e saneamento melhoradas. Há menos de 10 mortes anuais por HIV por 100 mil pessoas. Existe um alto nível de imunização. A obesidade adulta é inferior a 10%. A The Economist Intelligence Unit, no seu "Índice para o nascimento" de 2013, classifica a Singapura como tendo a melhor qualidade de vida na Ásia e a sexta em geral no mundo.
O sistema de saúde do governo baseia-se no quadro "3M". Esse quadro tem três componentes: o Medifund, que fornece uma rede de segurança para aqueles que não podem, de outro modo, prestar assistência médica, a Medisave, um sistema nacional obrigatório de contagem de poupança médica que cobre cerca de 85% da população e Medishield, um programa de seguro de saúde financiado pelo governo. Os hospitais públicos em Singapura têm autonomia em suas decisões de gestão e competem por pacientes. Existe um regime de subsídios para pessoas de baixa renda. Em 2008, 32% dos cuidados de saúde foram financiados pelo governo. Representa cerca de 3,5% do PIB de Singapura.

### Informação e comunicações

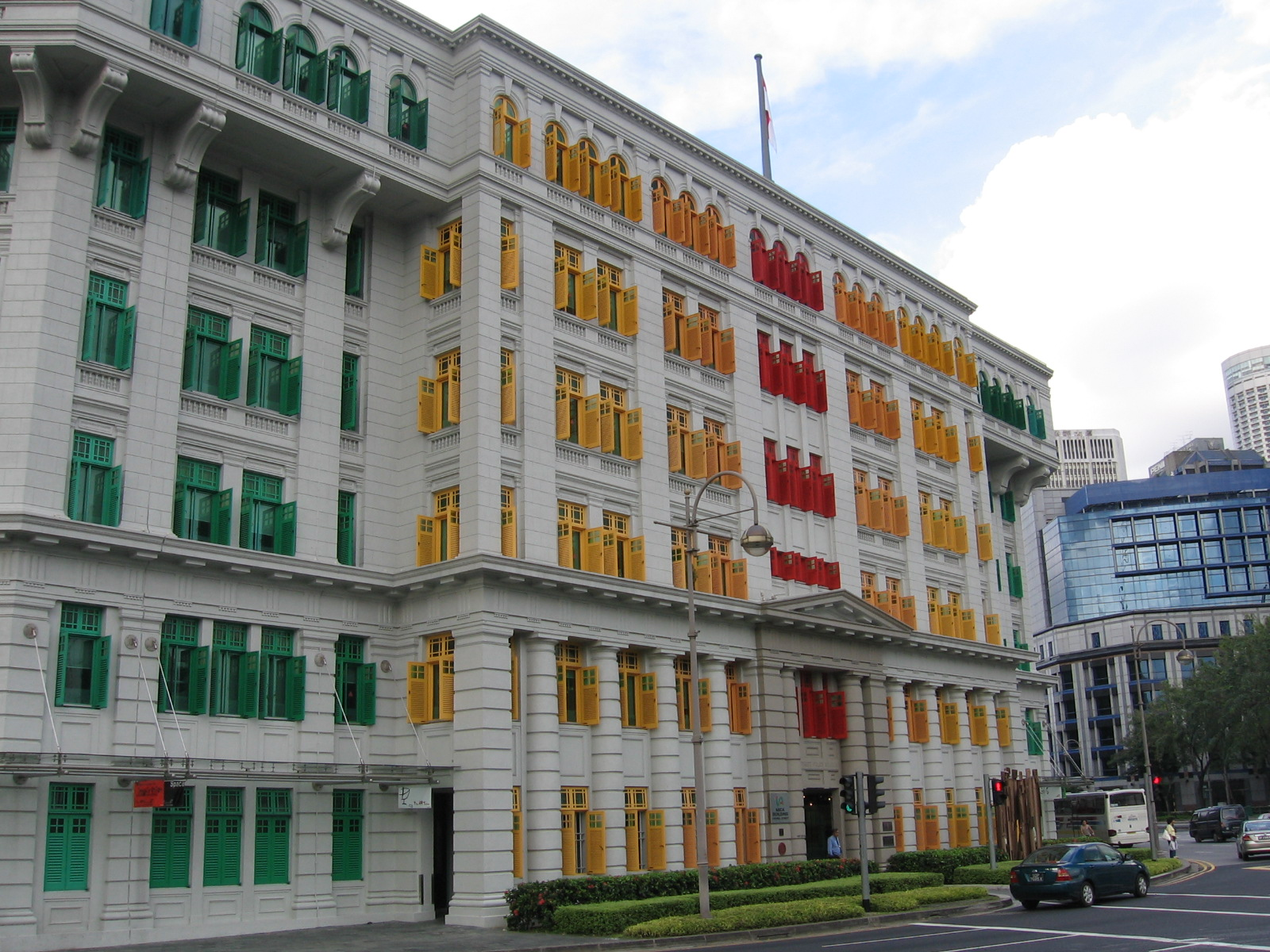
Sede do Ministério das Comunicações e Informação.

As tecnologias da informação e das comunicações (TIC) constituem um dos pilares do sucesso económico de Singapura. No entanto, as redes de comunicações de massa de Singapura, incluindo as redes de televisão e de telefone, têm sido operadas pelo governo há muito tempo. Quando Singapura entrou pela primeira vez on-line, os singapurianos poderiam usar Teleview para comunicar uns com os outros, mas ninguém fora de sua cidade-estado soberana. Publicações como The Wall Street Journal foram censuradas.
A 'Ilha Inteligente' é um termo usado para descrever Singapura na década de 1990, em referência ao relacionamento adaptativo inicial da nação insular com a internet. O termo é referenciado no ensaio publicado em 1993 por William Gibson "Disneylândia com a Pena de Morte".
O Global Technology Report do Fórum Económico Mundial de 2015 colocou Singapura como a nação mais "Preparada para a Tecnologia". É o levantamento mais abrangente da penetração e da disponibilidade de rede de um país, em termos de mercado, infraestrutura política e regulatória para a conectividade. Singapura também superou os rankings da Universidade de Waseda International e-Government de 2009 a 2013, e em 2015.
Singapura tem as maiores taxas de penetração de smartphones do mundo, em pesquisas da Deloitte e da Google Consumer Barometer — em 89% e 85% da população, respectivamente, em 2014. Em geral, a taxa de penetração de telefones celulares/telemóveis é de 148 assinantes de telefonia móvel por 100 pessoas.
A Internet em Singapura é fornecida pela empresa estatal Singtel e pela parcialmente estatal Starhub e M1 Limited, e mais alguns outros provedores de serviços de internet de negócios (ISPs) que oferecem planos de serviço residencial de velocidades de até 2 Gbit/s a partir da Primavera de 2015.
Equinix (332 participantes) e também a Singapore Internet Exchange (70 participantes) são pontos de troca de Internet onde provedores de serviços de Internet e redes de distribuição de conteúdo trocam o tráfego da Internet entre suas redes (sistemas autônomos) em vários locais em Singapura. [carece de fontes?]

### Transportes

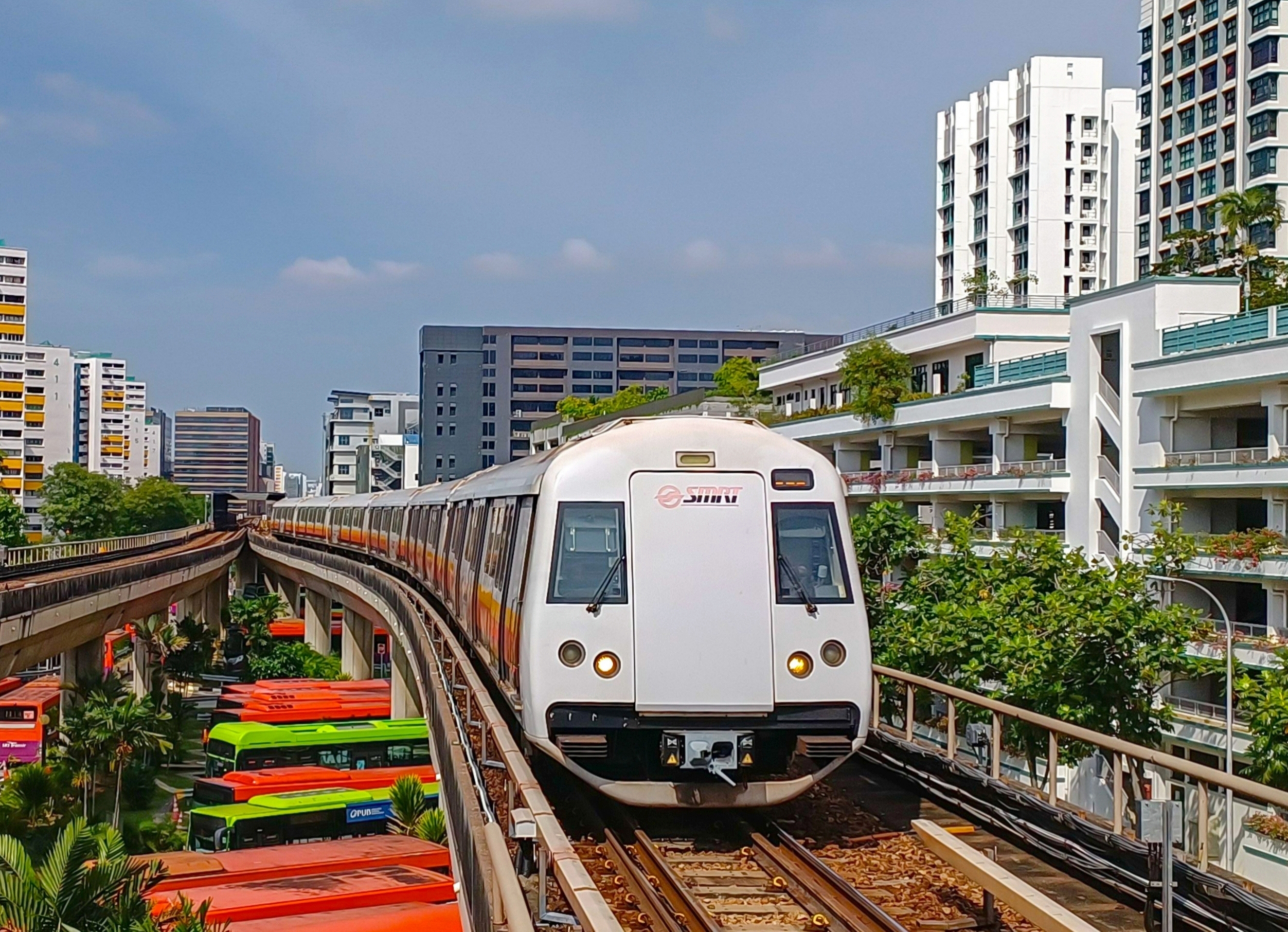
Trens de passageiros MRT

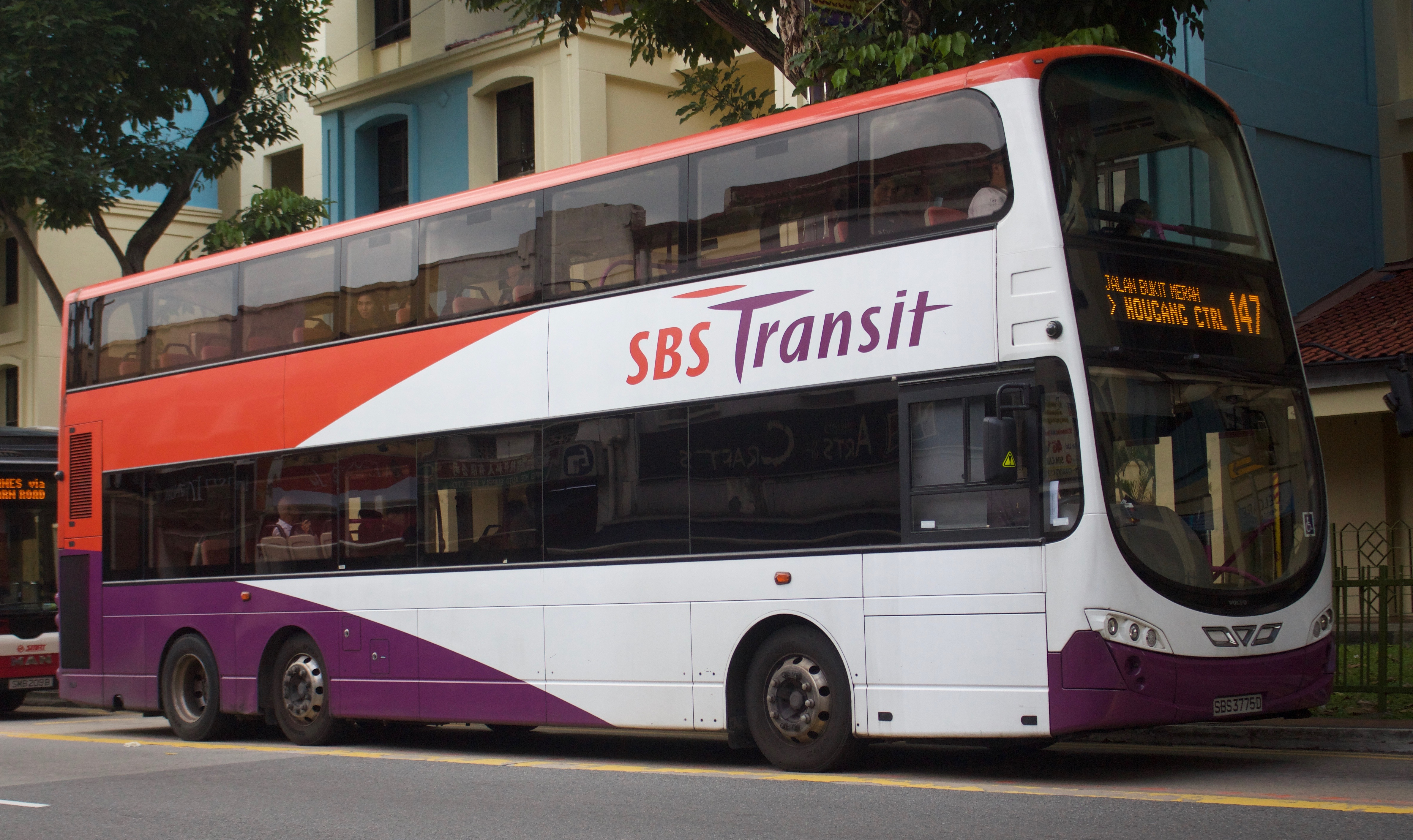
Ônibus do SBS Transit

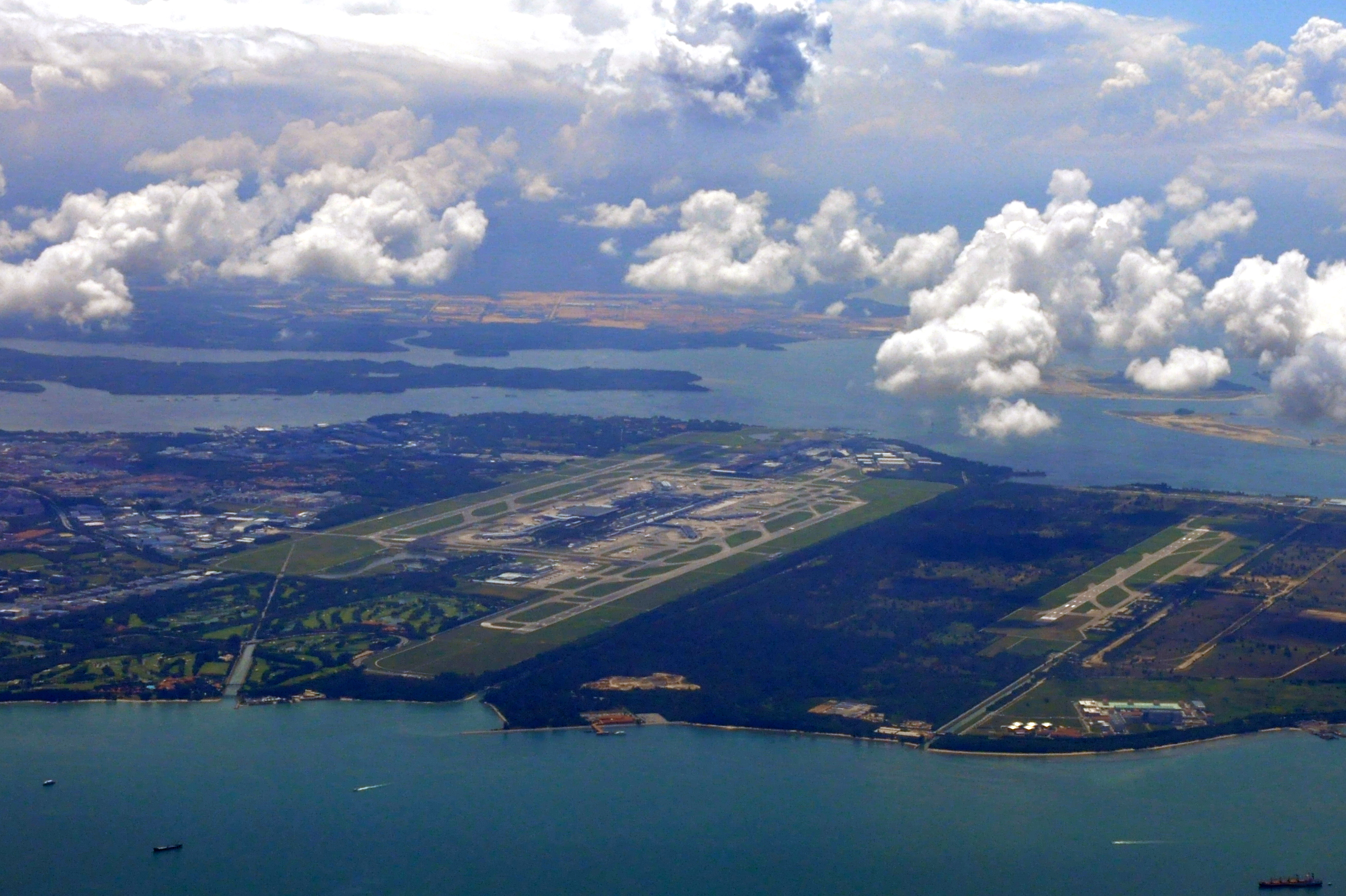
Aeroporto de Singapura.

Por ser uma pequena ilha com uma alta densidade populacional, há várias restrições ao número de carros particulares nas ruas, em um esforço para diminuir a poluição e os congestionamentos. Antes de adquirir um veículo, os compradores devem pagar taxas e impostos de registro e circulação e disputar um Certificado de Titularidade, que é sorteado duas vezes por mês em um número limitado e permite que o carro possa andar pelas estradas de Singapura por 10 anos. Devido a essas restrições, os preços dos veículos geralmente são significativamente maiores em Singapura do que em outros países de língua inglesa. Tal como acontece com a maioria dos países da Commonwealth, os veículos e os pedestres transportam-se à esquerda.
Os residentes da ilha também podem viajar a pé, bicicletas, ônibus, táxis e trem (MRT ou LRT). Duas empresas administram as linhas de ônibus e o sistema de trens do transporte público, a SBS Transit e a SMRT Corporation. Há seis empresas de táxi, que, juntas, operam com uma frota de cerca de 27 mil táxis. Os táxis são uma forma popular de transporte público, visto que as tarifas são relativamente baratas quando em comparação com muitos outros países desenvolvidos.
Singapura tem um sistema viário que cobre 3 356 quilômetros, dos quais 161 km são de vias expressas. O regime de licenciamento da Área de Singapura, implementado em 1975, tornou-se o primeiro sistema de pedágio urbano do mundo e incluiu outras medidas complementares, tais como quotas de propriedade de carro rigorosas e melhorias no transporte de massa. Atualizado em 1998 e renomeada Estrada Eletrônica de Preços, o sistema conta com cobrança e detecção eletrônica, além de tecnologia de vigilância por vídeo.
O país é um importante centro de transporte internacional na Ásia, posicionado em muitos rotas comerciais marítimas e aéreas. O Porto de Singapura, gerido pelos operadores portuários PSA Internacional e Jurong Port, foi o segundo porto segundo mais movimentado do mundo em 2005, em termos de toneladas transportas. Também é o segundo do mundo mais movimentado, atrás de Xangai, em termos de tonelagem de carga com 423 milhões de toneladas movimentados. Além disso, o porto é o mais movimentado do mundo em tráfego de transbordo e maior centro de reabastecimento de navios do mundo.
Singapura é um hub da aviação no Sudeste Asiático e uma escala na rota entre Sydney e Londres. Há oito aeroportos do país, sendo que o Aeroporto de Singapura abriga uma rede de mais de 100 companhias aéreas que ligam o país com cerca de 300 cidades em 70 países e territórios ao redor do mundo. Além disso, o aeroporto também tem sido classificado como um dos melhores aeroportos internacionais por revistas de viagens internacionais, inclusive sendo classificado como o melhor aeroporto do mundo pela primeira vez em 2006 pela Skytrax. As companhias aéreas nacionais são a Singapore Airlines, a SilkAir e a Scoot.

### Abastecimento de água e saneamento
O acesso à água é universal, acessível, eficiente e de alta qualidade. Foram introduzidas abordagens inovadoras de gestão integrada da água, como a reutilização de água regenerada, o estabelecimento de áreas protegidas nas bacias hidrográficas urbanas e o uso de estuários como reservatórios de água doce, juntamente com a dessalinização da água do mar para reduzir a dependência do país importado da vizinha Malásia.
A abordagem de Singapura não se baseia apenas na infraestrutura física, mas também enfatiza a legislação e a aplicação adequadas, o preço da água, a educação pública, bem como a pesquisa e o desenvolvimento.

## Cultura

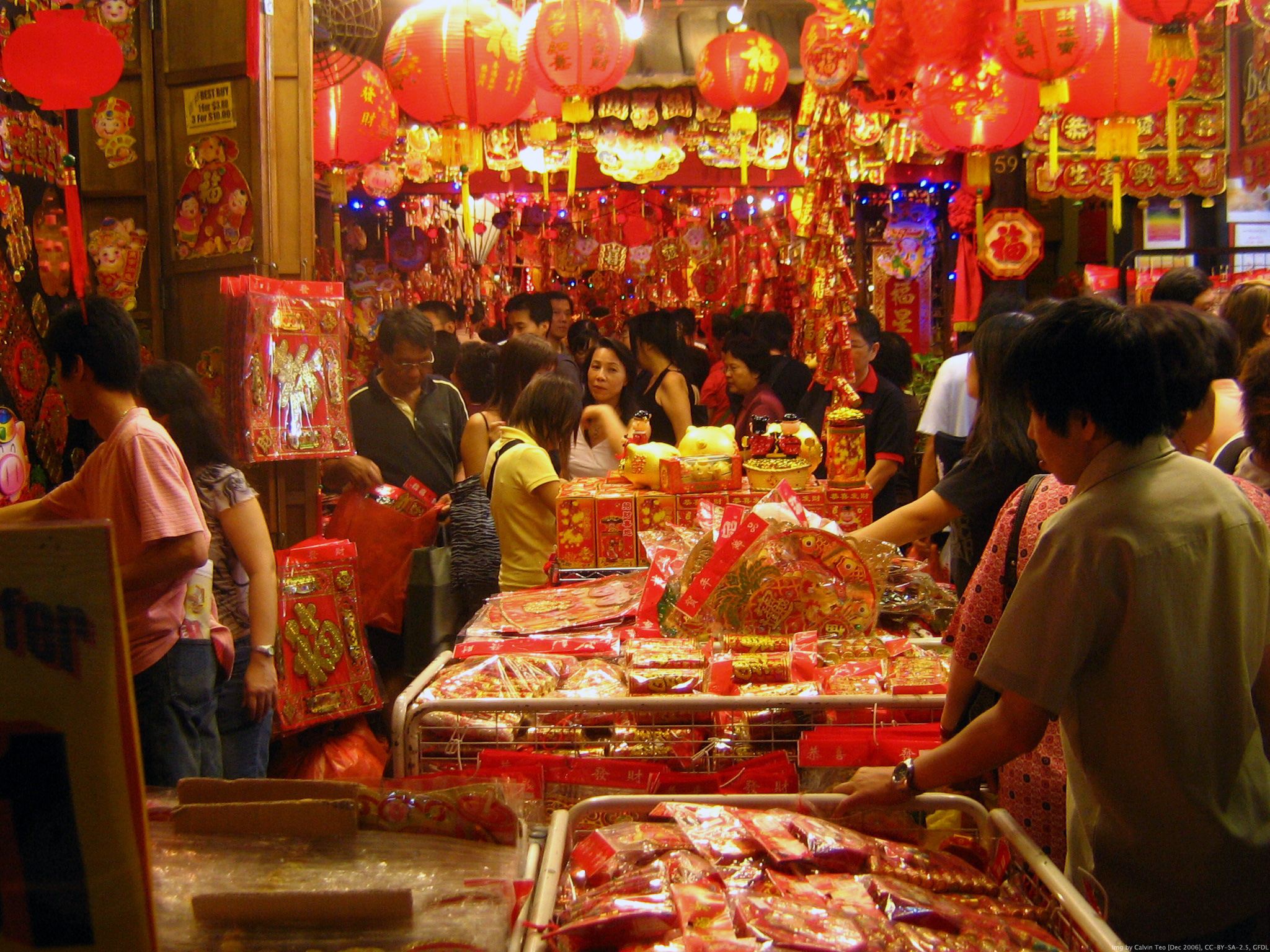
Chinatown de Singapura durante o ano novo chinês.

Uma vez que Singapura é uma pequena e relativamente moderna amálgama de povoamentos chineses, malaios e indianos, existe pouco de uma cultura especificamente singapuriana. De uma forma inteiramente única, os vários grupos étnicos continuam a celebrar as suas próprias culturas. Singapura é provavelmente o único lugar do mundo onde se pode encontrar um casamento malaio a ter lugar lado a lado com um casamento chinês, por exemplo. Os feriados principais refletem o modo como a cultura local celebra esta única diversidade. Ao contrário de muitas outras sociedades multiculturais, os feriados públicos principais incluem o Ano Novo do calendário gregoriano, o ano novo chinês, o Hari Raya Haji e o Deepavali.

### Esportes

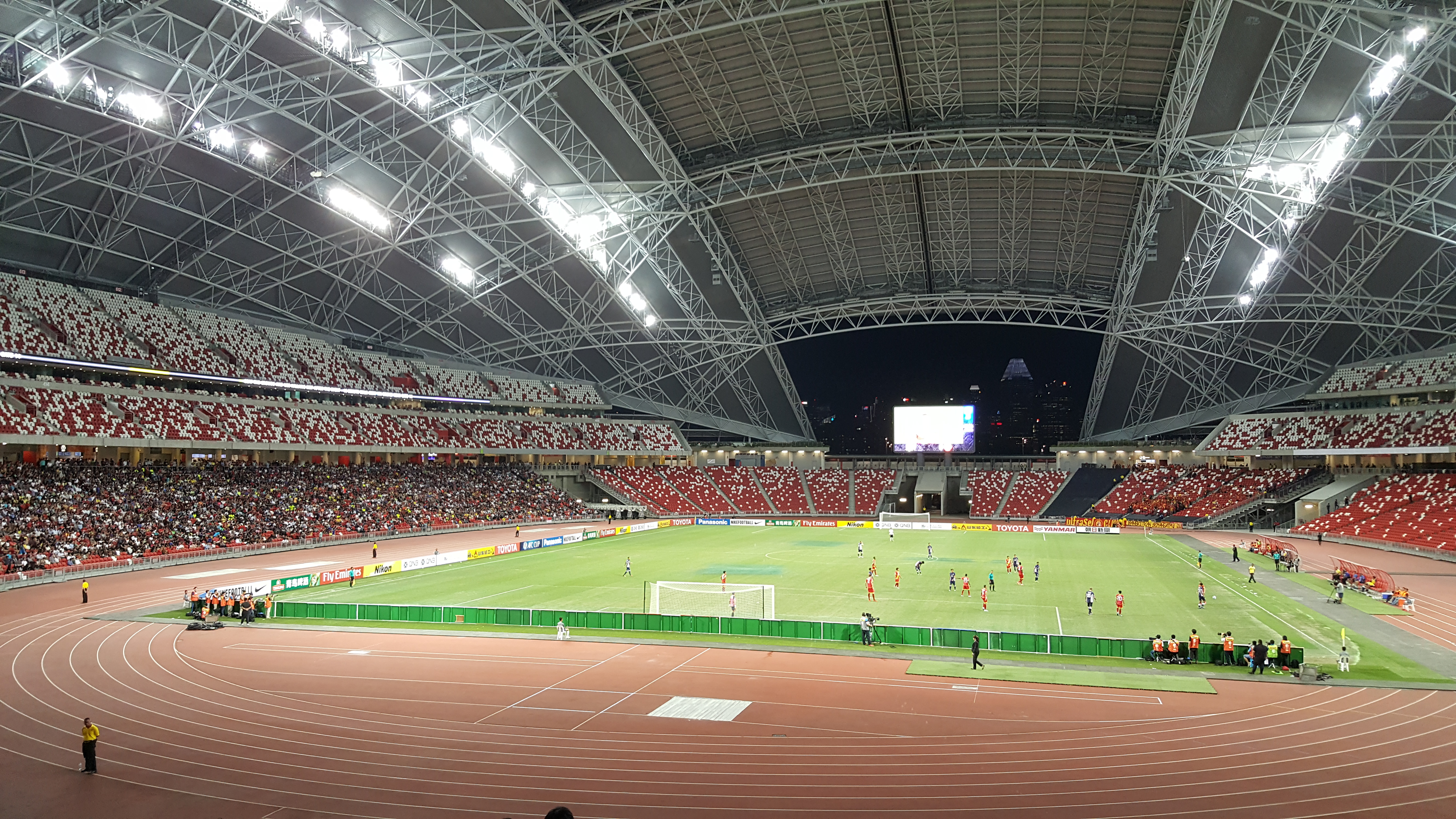
Estádio Nacional de Singapura.

A liga de futebol de Singapura, a Singapore Premier League, foi criada em 1996 como a S.League e atualmente compreende nove clubes, incluindo dois times estrangeiros de Brunei e do Japão. O Singapore Slingers, anteriormente Hunter Pirates da Australian National Basketball League, é uma das equipes inaugurais da ASEAN Basketball League, fundada em outubro de 2009. O Hipódromo de Kranji é administrado pelo Singapore Turf Club e organiza várias reuniões por semana, incluindo corridas internacionais — principalmente a Copa Internacional da Singapore Airlines.
Desde 2008 Singapura passou a sediar uma etapa do campeonato mundial de Fórmula 1; note-se que foi a primeira corrida realizada no período noturno e com iluminação artificial na história da categoria. O vencedor da prova em 2008 foi o espanhol Fernando Alonso, corrida que ficou marcada pelo acidente do brasileiro, Nelson Piquet Jr. Em 2010, o espanhol Fernando Alonso voltou a vencer em Singapura.

### Feriados
| Data           | Nome em português                  | Nome local                          | Observações                                                            |
| -------------- | ---------------------------------- | ----------------------------------- | ---------------------------------------------------------------------- |
| 01/01          | Ano-Novo                           | malaio: Tahun Baru inglês: New Year | Ano Novo no calendário gregoriano                                      |
| ~15/02         | Ano-Novo                           | chinês: 新年                        | Ano Novo no calendário chinês                                          |
| 12/03 a 22/03  | Feriado da metade do 1.º trimestre | hari cuti triwulanan                | Dura 10 dias                                                           |
| ~28/05 a 28/06 | Férias de verão                    | Percutian Musim Panas               | Começa numa sexta-feira e termina numa segunda, após um mês de duração |
| 09/08          | Feriado Nacional                   | Kemerdekaan kebangsaan              | Celebração do dia da Independência na Malásia em 1965                  |
| ~03/09 a 13/09 | Feriado da metade do 3.º trimestre | hari cuti triwulanan                |                                                                        |
| 19/10 a 04/01  | Feriado do Ano Novo                | Tahun Baru                          |                                                                        |
| 25/12          | Natal                              | malaio: Natal inglês: Christmas     |                                                                        |